# 御花園 (北京故宮)

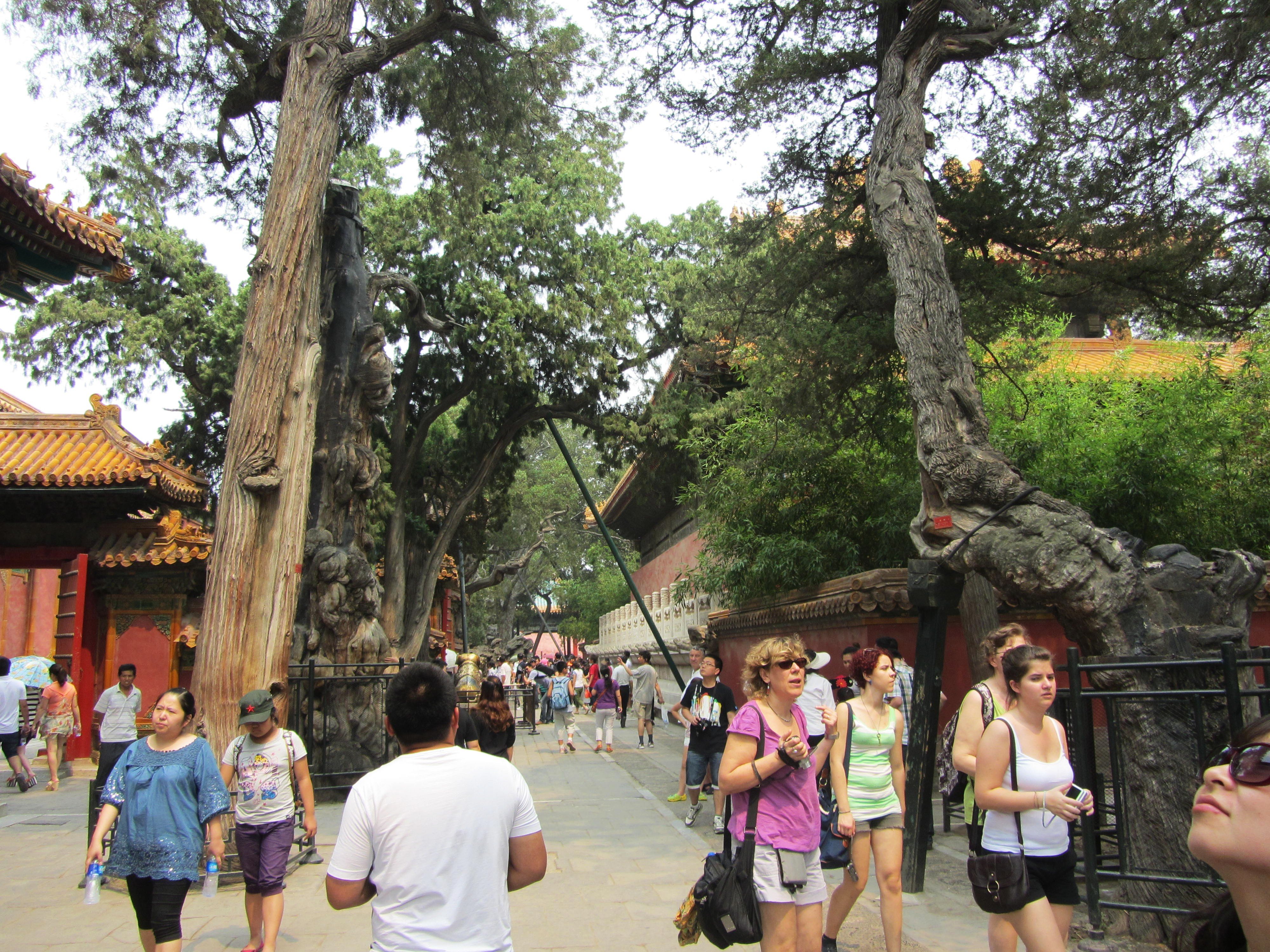
御花园北部，自西向东拍摄。右为钦安殿，左为集福门

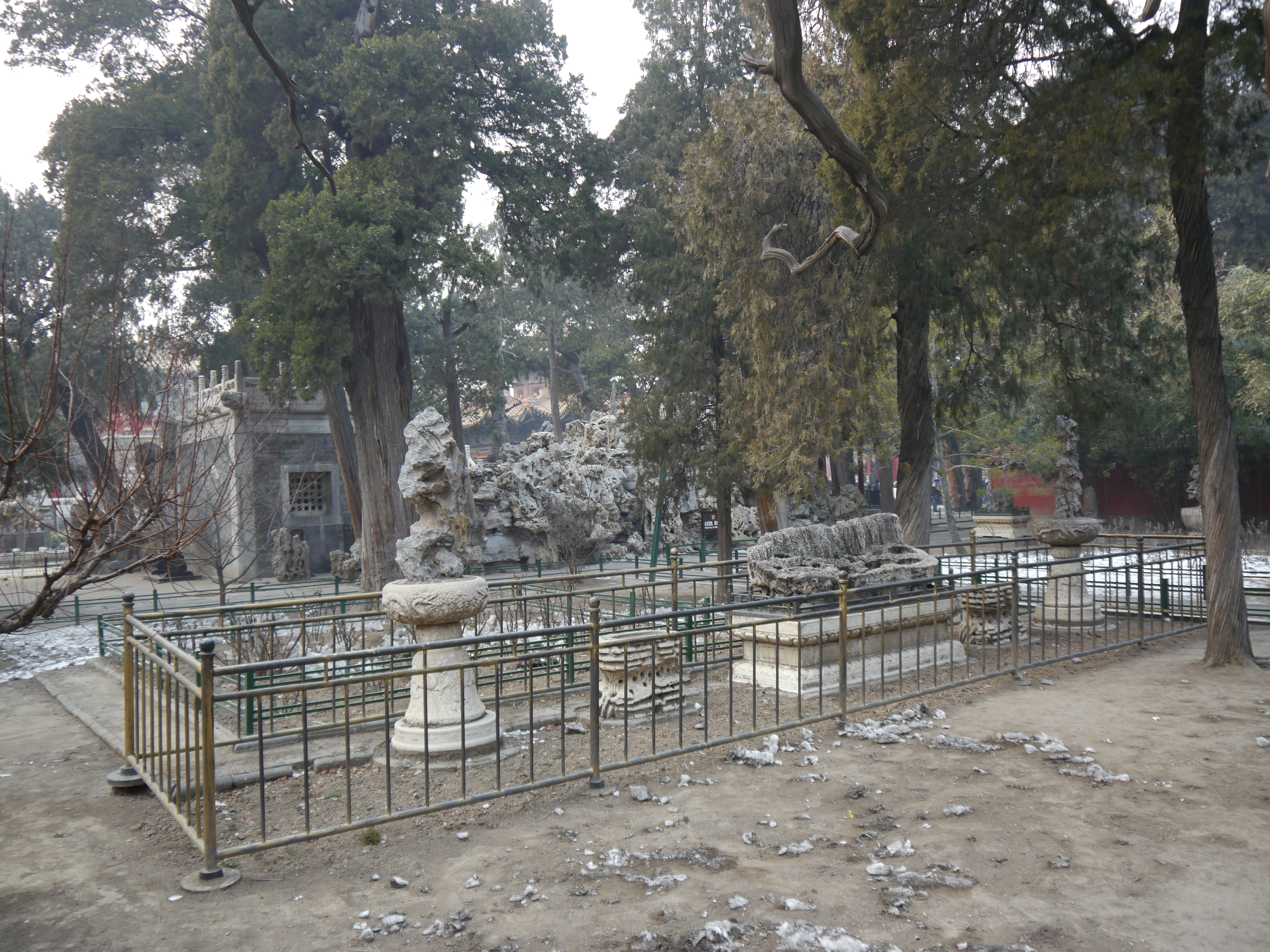
御花园天一门前西侧

御花園，位于紫禁城中轴线上，坤宁门以北。御花園也是康熙很喜歡去散心的地方。

## 综述
御花园明朝称“宫后苑”，清朝称“御花园”。该园始建于明朝永乐十八年（1420年），后来曾有增修，如今仍保留有初建时的格局。该园南北长80米，东西长140米，占地面积12000平方米。御花园的主体建筑钦安殿是重檐盝顶式建筑，处在紫禁城中轴线上，以钦安殿为中心，向南侧及东、西两侧布置亭台楼阁。御花园内的竹、柏、松之间点缀山石，形成了四季长青的景观。
御花园的主要特色有：
1. 建筑布局对称但又灵活，舒展而又有机地融为一体。钦安殿两侧平衡布置将近20座各类建筑。其中，浮碧亭和澄瑞亭、万春亭和千秋亭独具特色，这两对亭子东西对称分布，浮碧亭和澄瑞亭是横跨水池的方亭，南侧出抱厦；万春亭和千秋亭是上圆下方、四面出抱厦、平面呈十字形的多角亭，表现“天圆地方”的观念。
2. 园内奇石星罗棋布，草木茂盛，古柏和藤萝都有数百年历史。御花园内现存160多株古树，分布在园内各处，还有各种山石盆景点缀园中。例如绛雪轩前的一段木化石制成的盆景，貌似长年曝晒的朽木，敲击却有声，确实是石质。
3. 园内甬路都是用各种颜色的卵石铺砌，组成900多幅图案，包括人物、景物、花卉、戏剧、典故等等。[1]

御花园原来是皇帝及后妃憩赏的园林，也兼具颐养、祭祀、读书、藏书等功能。
2014年，故宫博物院开展了御花园景观环境提升，采取的主要措施包括：拆除不规则护栏，在石子路两侧土地上铺装防护透水板，树坑垫防腐板，修复彩色石子路，增加路椅，撤除御花园内出售食品的全部商铺，恢复堆秀山前的水法（喷泉）喷水，保持澄瑞亭水池清洁。

## 建筑

### 中轴线
御花园中轴线上的建筑有：

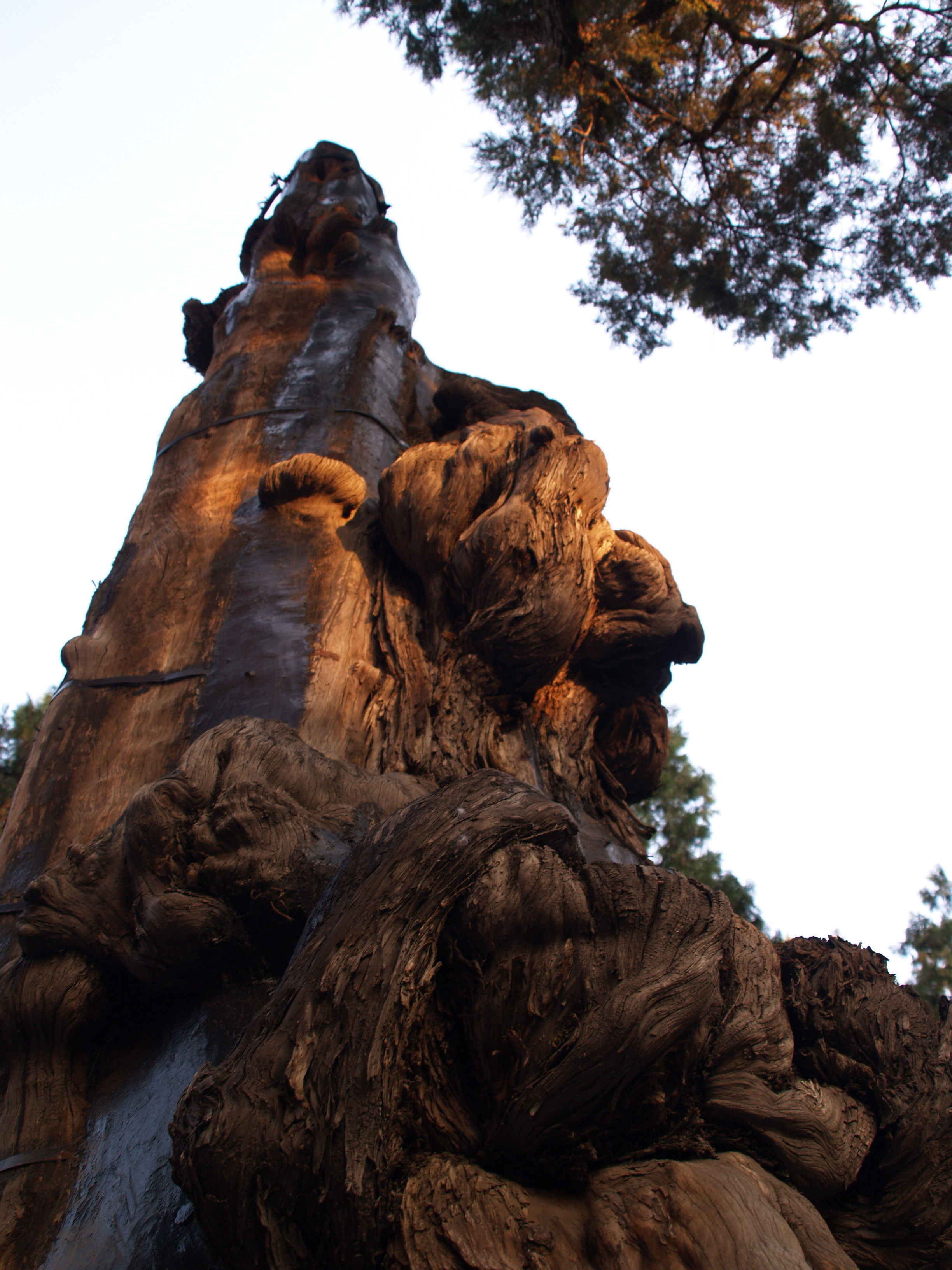
御花园内的古树

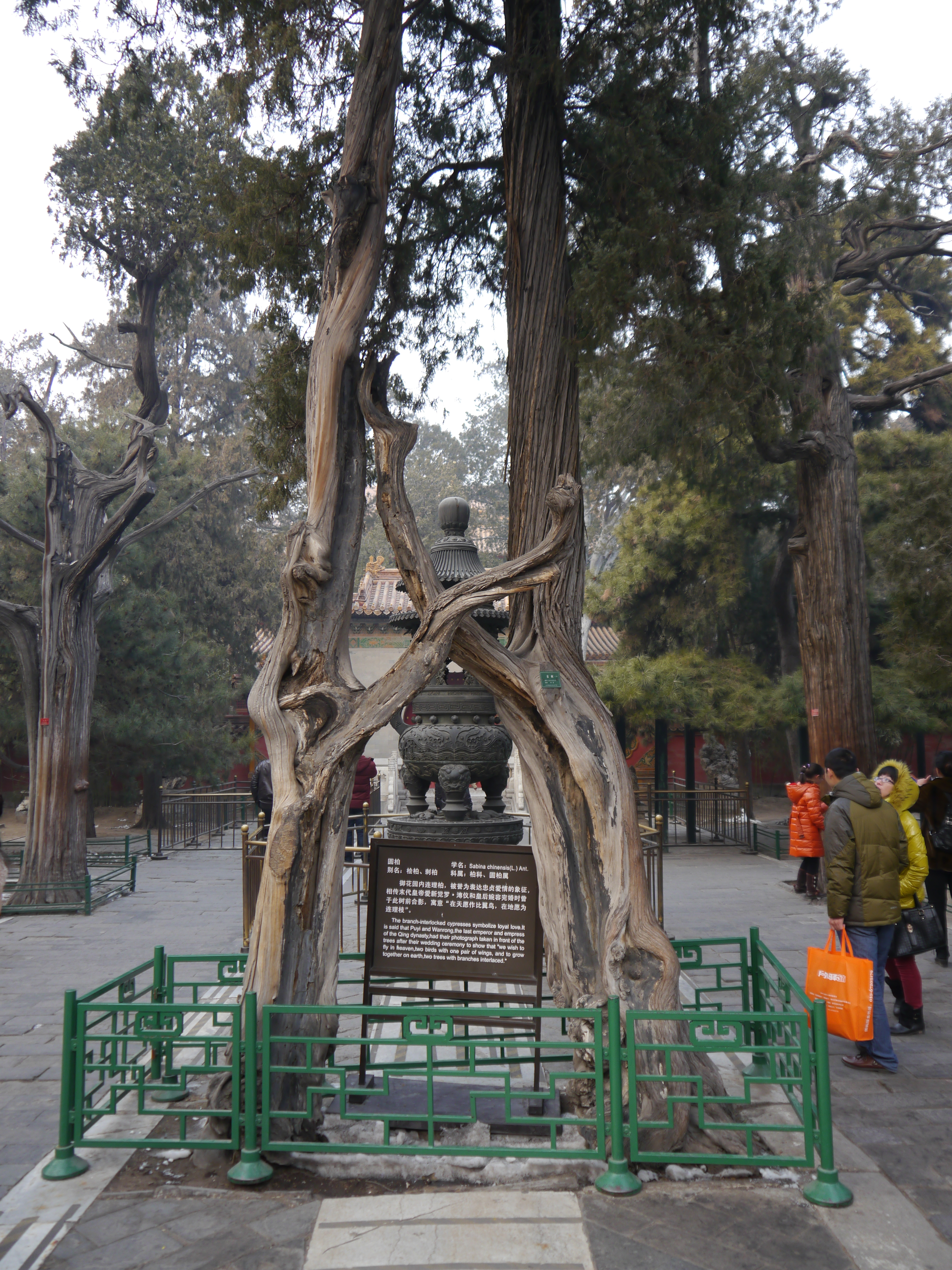
天一门外的连理柏，自南向北拍摄，其后面是青铜香炉，远处为天一门。

- 天一门：位于御花园内，紫禁城中轴线上，是钦安殿院落的南门，明朝嘉靖十四年（1535年）添建钦安殿院墙时兴建。最初名为“天一之门”，清朝更名为“天一门”。阴阳五行说中，北方属水，钦安殿地处紫禁城中轴线北端，院门名“天一”，取自《易经》“天一生水”，正和五行之说相应。而且由于明朝嘉靖年间紫禁城多次发生火灾，在这种背景下兴建钦安殿的院墙、院门，并由嘉靖帝亲自为院门题名“天一门”，亦有祈求平安、防止火灾的意思。天一门坐北朝南，主体建筑由青砖砌成，磨砖对缝，正中为单洞券门，门内装有双扇朱漆宫门，宫门上嵌有纵横各9路的铜鎏金门钉。天一门为黄琉璃瓦歇山顶，檐下为绿琉璃仿木结构椽、枋、斗栱。额枋彩画采用典型的明朝特征的旋花彩画，这是清朝旋子彩画的前身。天一门两侧分别出琉璃影壁同院墙相连接，影壁的盒子及岔角饰有琉璃仙鹤、云朵。门前左右两侧有铜镀金獬豸各一只，门前御路正中设有青铜香炉一座。香炉南面有对曾经结合的连理柏，也是御花园中唯一的连理柏，为二级保护古树，树龄在100年至300年间。天一门内正对着门有“人”字柏一株，树龄在300年以上，为一级保护古树，多年一直被误认作两株柏树结合成的连理柏，但其实是“人”字柏。天一门为紫禁城内少见的青砖建筑，既反映了避免火灾的愿望，也可起到实际的防火功能，青砖的淡雅色泽也和御花园的环境相统一。 [3][4]
  - 幡杆：位于天一门内东侧。现仅存幡杆石座。
  - 焚帛炉：位于天一门内西侧。

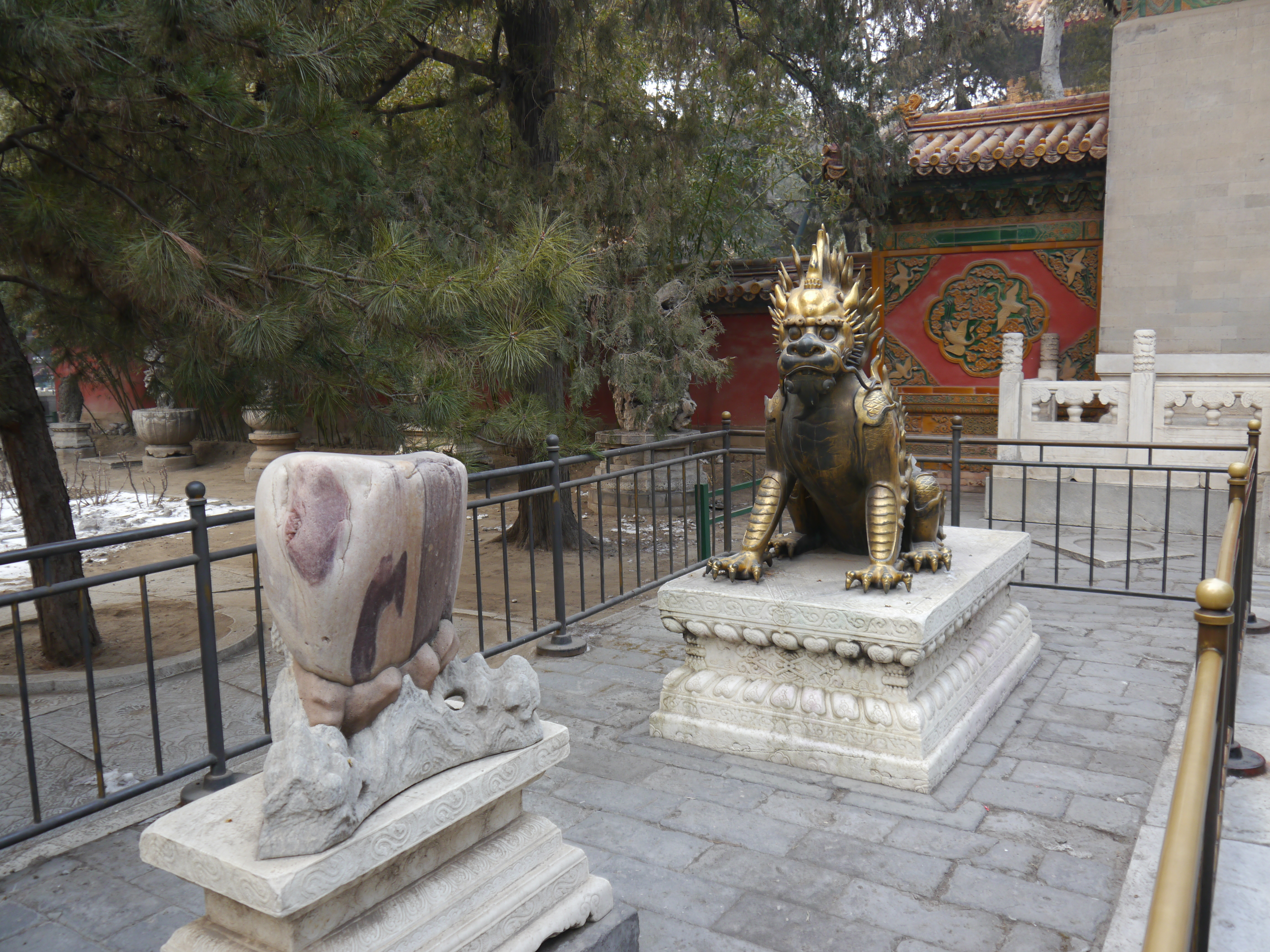
天一门前西侧的铜镀金獬豸。左为诸葛拜斗石
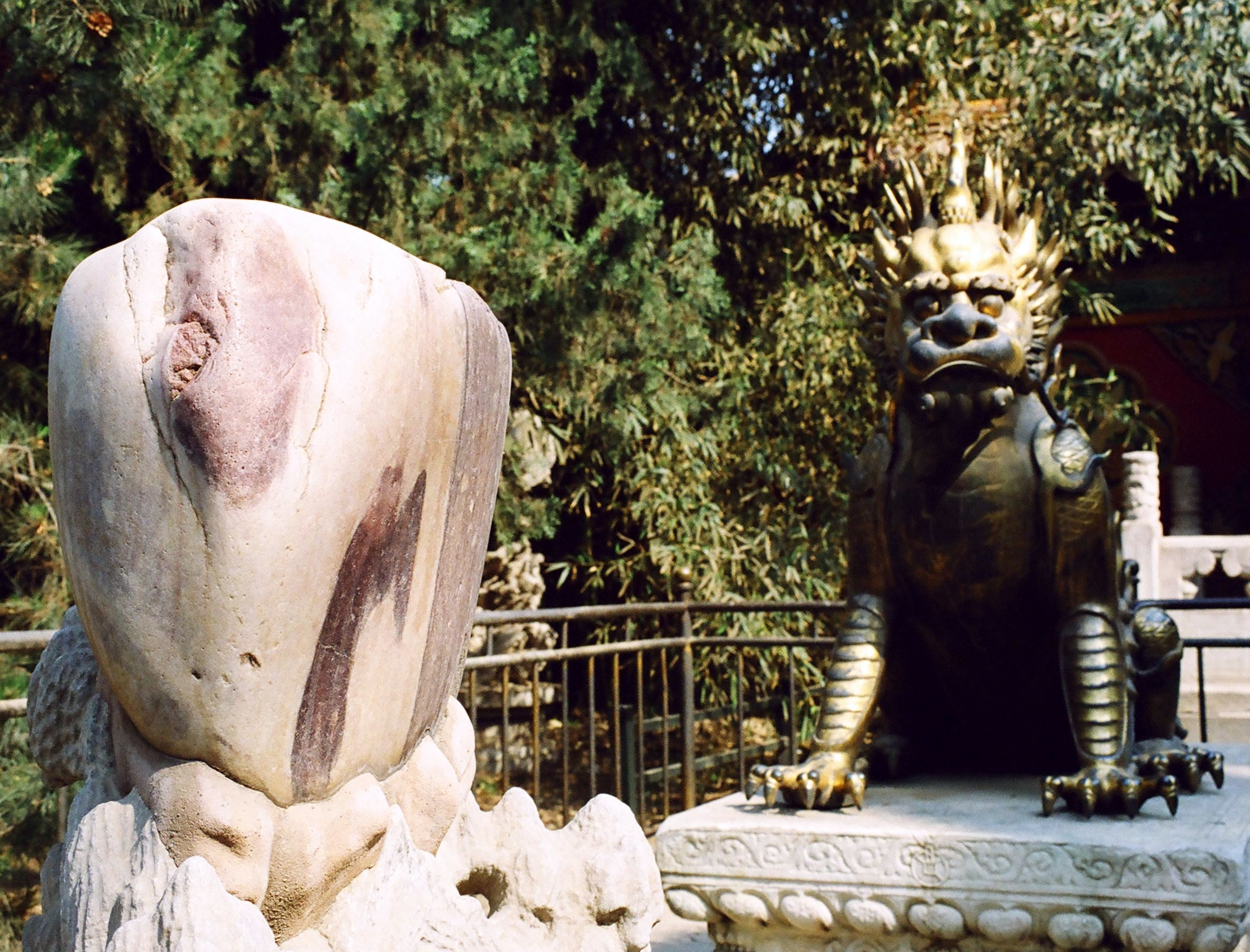
天一门前西侧的铜镀金獬豸。左为诸葛拜斗石
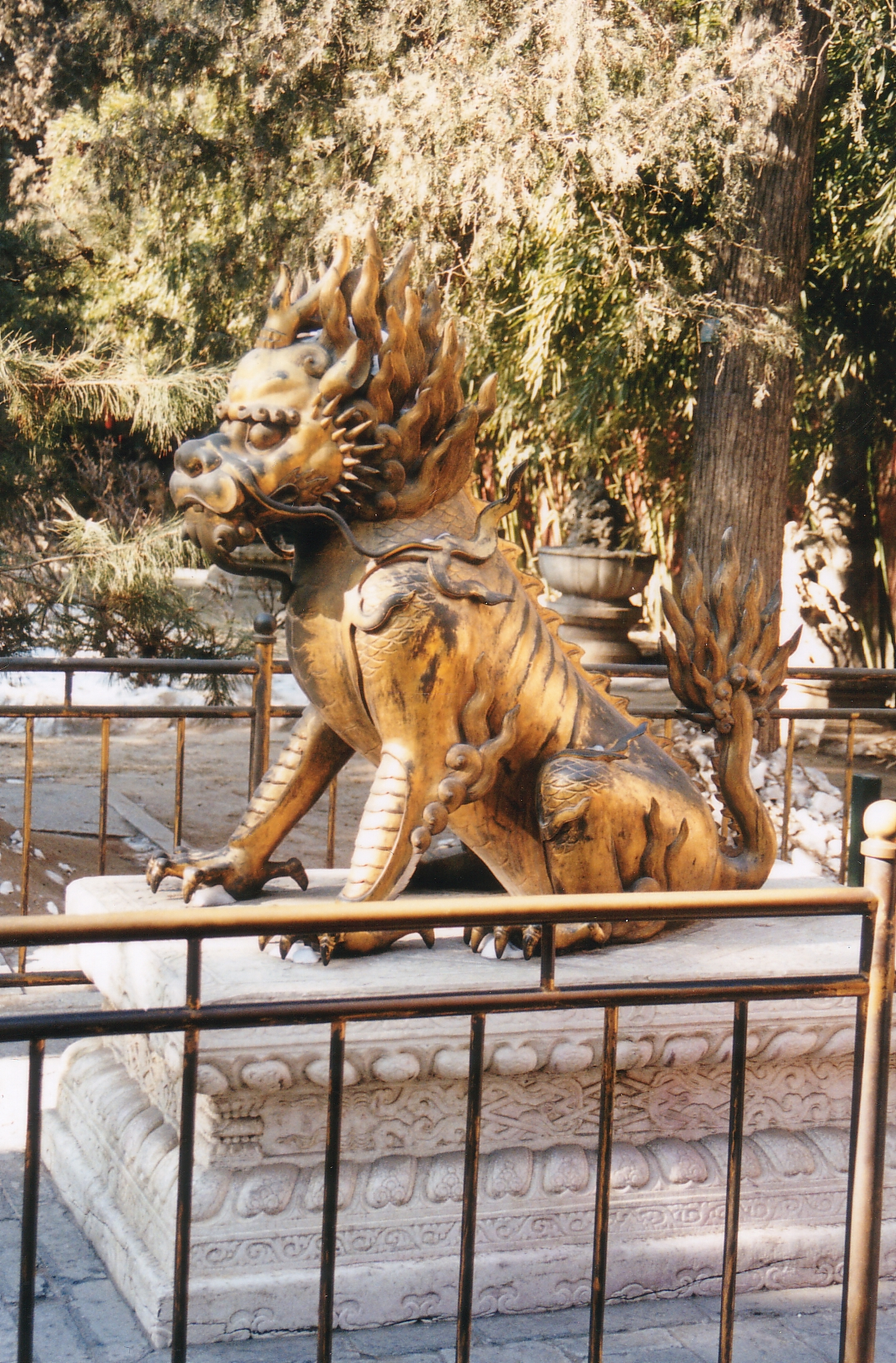
天一门前西侧的铜镀金獬豸
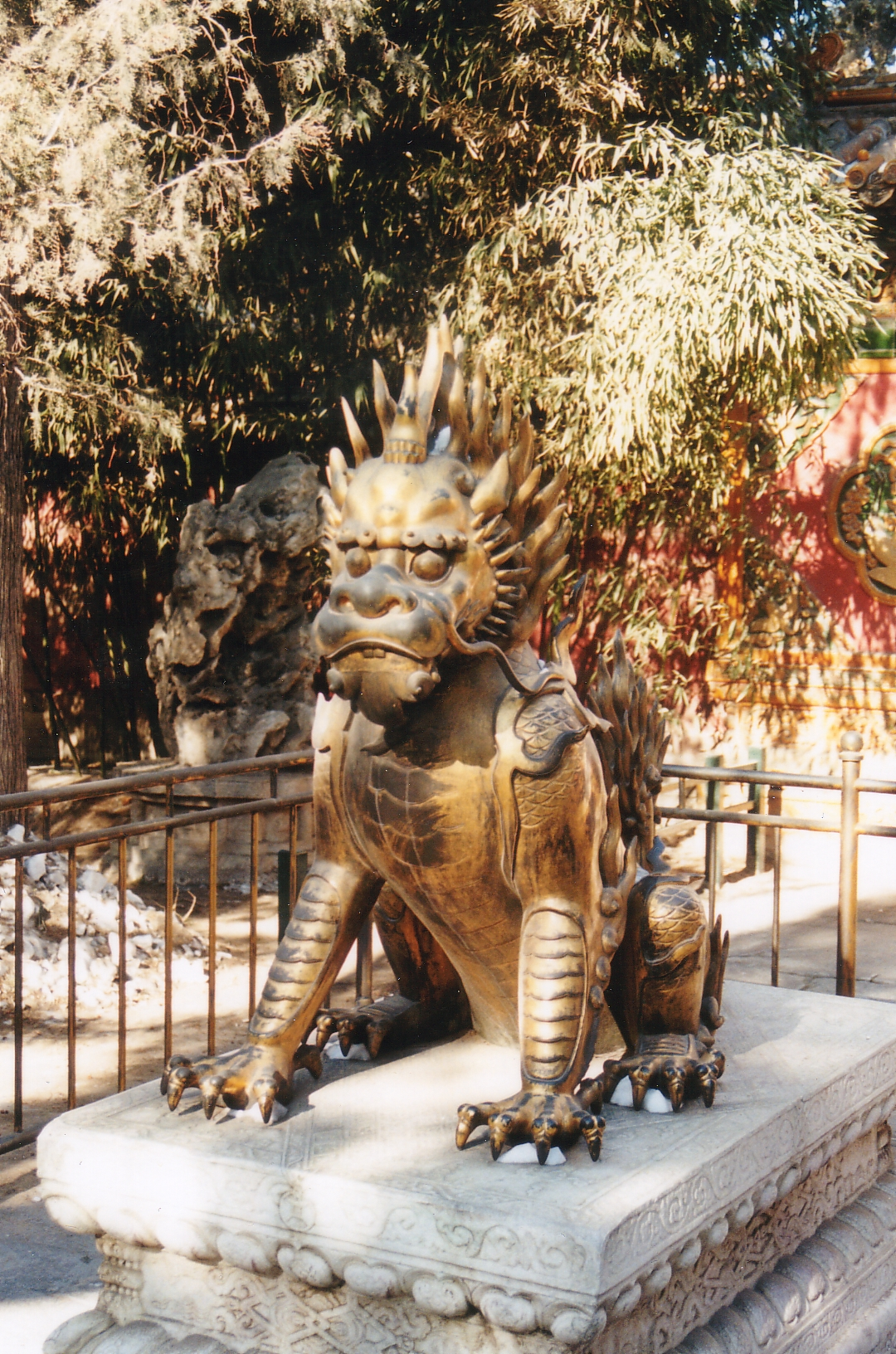
天一门前西侧的铜镀金獬豸

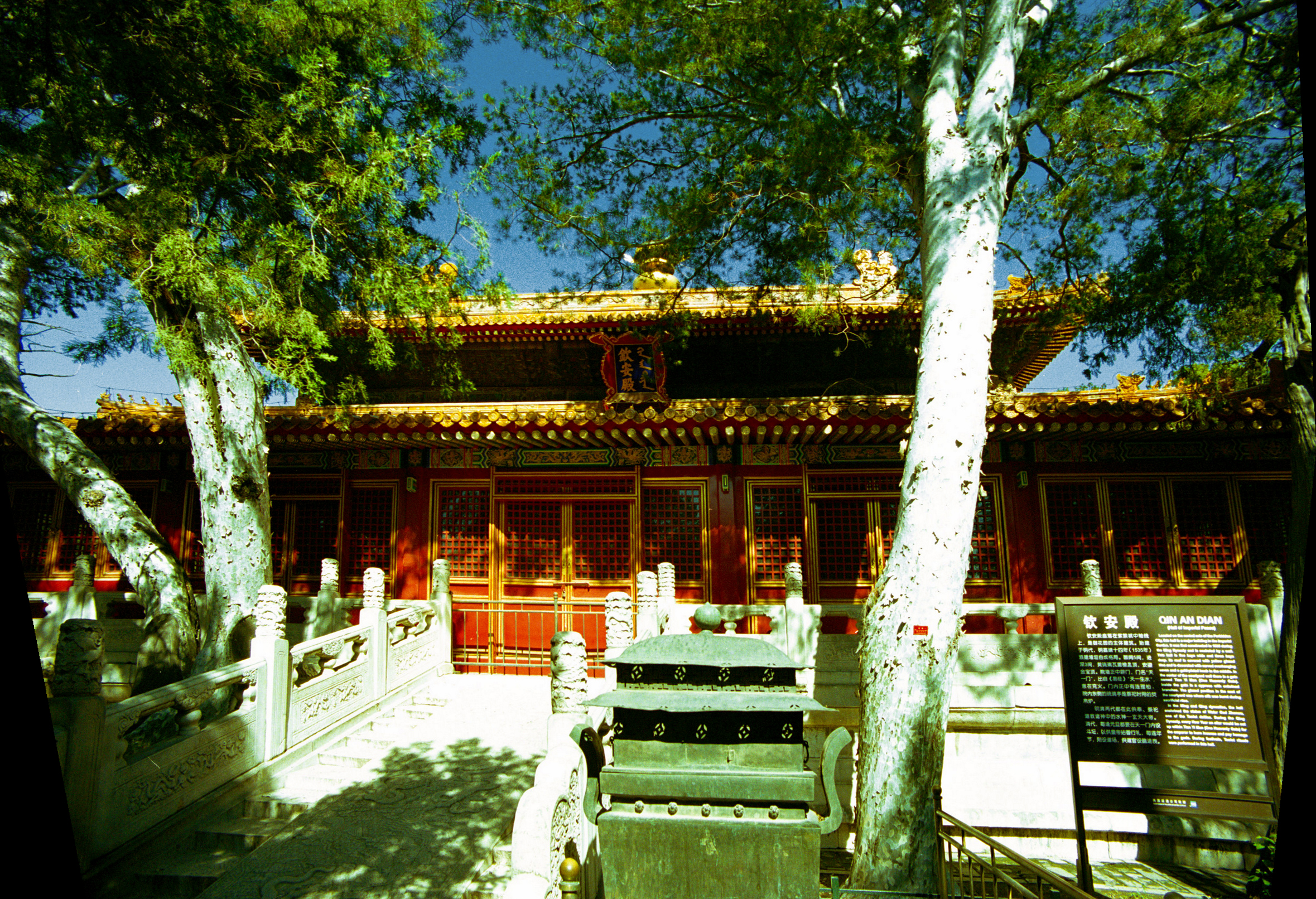
2007年的钦安殿，殿前已加盖五间抱厦

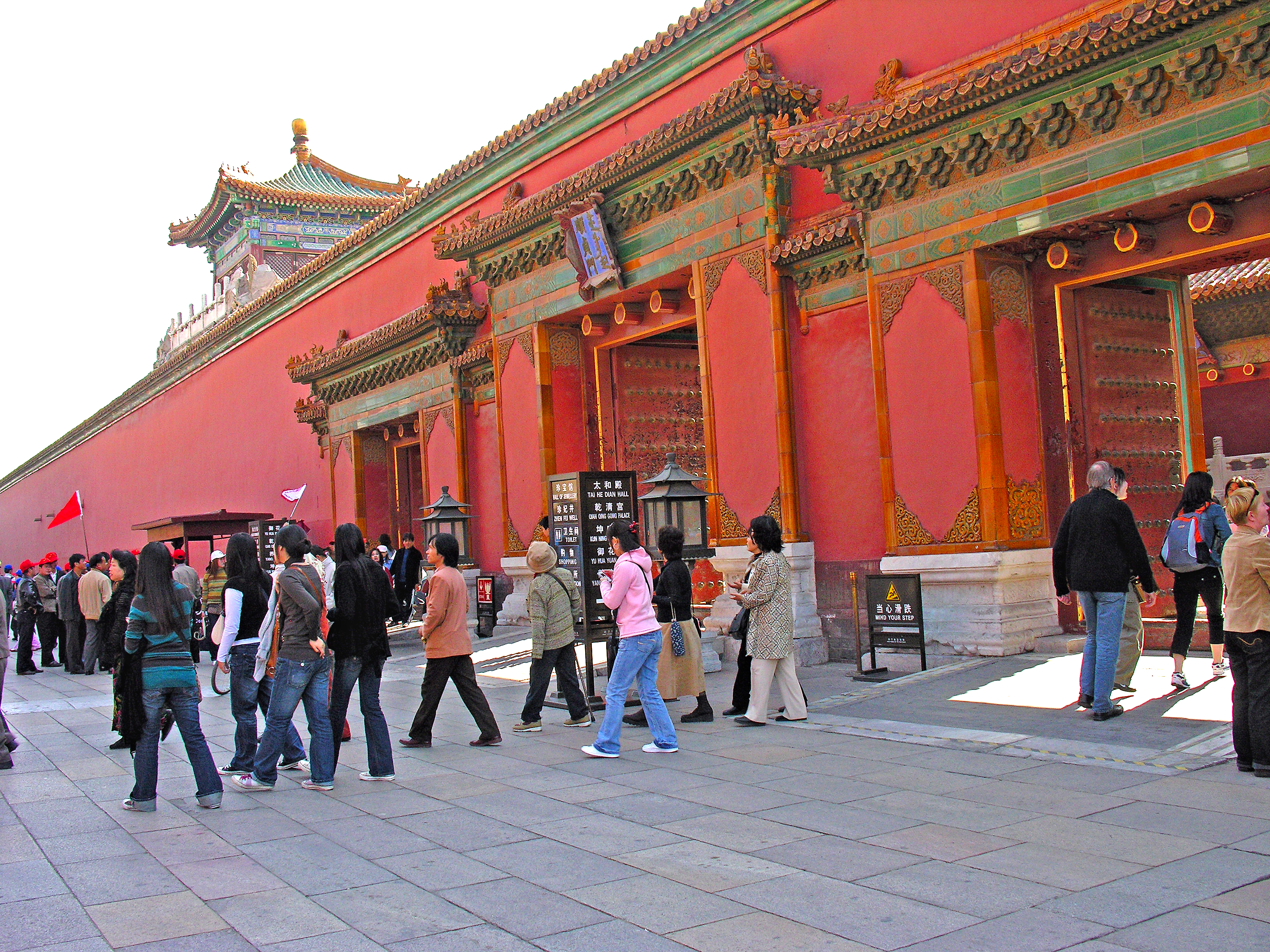
顺贞门北侧，左上方露出宫墙的是御景亭

- 钦安殿：位于御花园正中偏北，处在中轴线上，主供玄天上帝。钦安殿始建于明朝永乐十八年（1420年），嘉靖十四年（1535年）添建墙垣后自成一个院落。[5][6]明朝嘉靖帝奉真武大帝为尊神，认为应当“治世玄岳”。清朝雍正时期，任命江西省龙虎山道士娄近垣担任钦安殿住持，并且下令在御花园玉翠亭东侧的空地上添盖多间房屋供法官居住。清朝乾隆时期，乾隆帝御书“统握元枢”匾，悬挂在钦安殿明间主梁上。[6]另有嘉庆帝御书“道崇辑武”匾。清朝乾隆年间，曾经在钦安殿前檐接盖抱厦三间，1970年拆除前檐抱厦，2004年故宫博物院决定恢复钦安殿清中期原貌，2005年9月修复完工，前檐接盖抱厦五间。[7][5][8]此次维修时，在钦安殿宝顶内发现3000多卷藏文佛教经卷，维修后除了留下少数收藏外，其余均按原状回藏于宝顶内。[9][10]钦安殿是重檐盝顶，位于汉白玉单层须弥座上，坐北朝南，面阔五间，进深三间，黄琉璃瓦顶。殿前有月台，四周环绕穿花龙纹汉白玉栏杆，龙凤望柱头，仅有钦安殿后面正中的一块栏板是双龙戏水纹。月台前出丹陛，东西两侧分别出台阶。院内东南设有焚帛炉，西南设有夹杆石，二者以北分别有香亭一座。钦安殿前院墙正中央辟“天一门”，东西墙有随墙小门，通往花园。钦安殿内供奉玄天上帝。清朝，每年元旦，在天一门内设斗坛，皇帝在这里拈香行礼；每逢年节，在钦安殿设道场，道官设醮进表；钦安殿事务由太监道士负责管理。[5]钦安殿内如今的陈设有：
  - 五彩龙架大钟：位于殿内西南角。明朝弘治二年制。钟面有文字及年款。
  - 五彩凤架大鼓：位于殿内东南角。明朝弘治年间制。
  - 青龙白地瓷大缸：位于五彩凤架大鼓北侧。
  - 西大龛、正龛、东大龛：位于殿内正北侧。正龛及其中的玄天上帝像为明朝永乐年间制。清朝乾隆三十二年增供东、西大龛。三个龛均供奉玄天上帝像，像前各立“玄天上帝”神牌，龛前各有一张红硃油大案，案上各摆铜五供。三个龛之间，各有1个（共2个）重檐龛，均供奉玄天上帝像。正龛前地上还有一尊铜制玄武（龟蛇）像。
  - 六从：位于正龛前的东西两侧，共6尊，为明朝永乐时期制。西侧自南至北分别是请剑鞘从神、请琉璃旙从神、请铜印从神；东侧自南至北分别是请旗从神、请琉璃旙从神、请书卷从神。除了六从之外，在西大龛前西侧、东大龛前东侧，另各有2尊从神，自南至北分别是请剑鞘从神、（空位）、请旗从神。
  - 五供：位于六从之间，殿内中心，五供为蓝色，各配一个香几承托。
  - 紫檀龛，内供白玉胎玄天上帝像。[11]
  - 铜丝罩宣石海灯：1件，位于。
  - 东、西描金漆神龛及四令：殿内东北、西北角，各有一描金漆神龛，其内均供奉关圣大帝像，像前各立“忠义神武灵佑仁勇威显关圣大帝”神牌，龛前各摆铜五供。两龛的东西两侧，又各有1个（共4个）红油帖金木龛，4个龛自东至西分别供奉“春令司掌至德尊神”、“夏令司掌至德尊神”、“秋令司掌至德尊神”、“冬令司掌至德尊神”的神牌，龛前各摆铜五供。
  - 签筒：位于西描金漆神龛前靠西的地上，红色，体量巨大，内盛木签许多支。

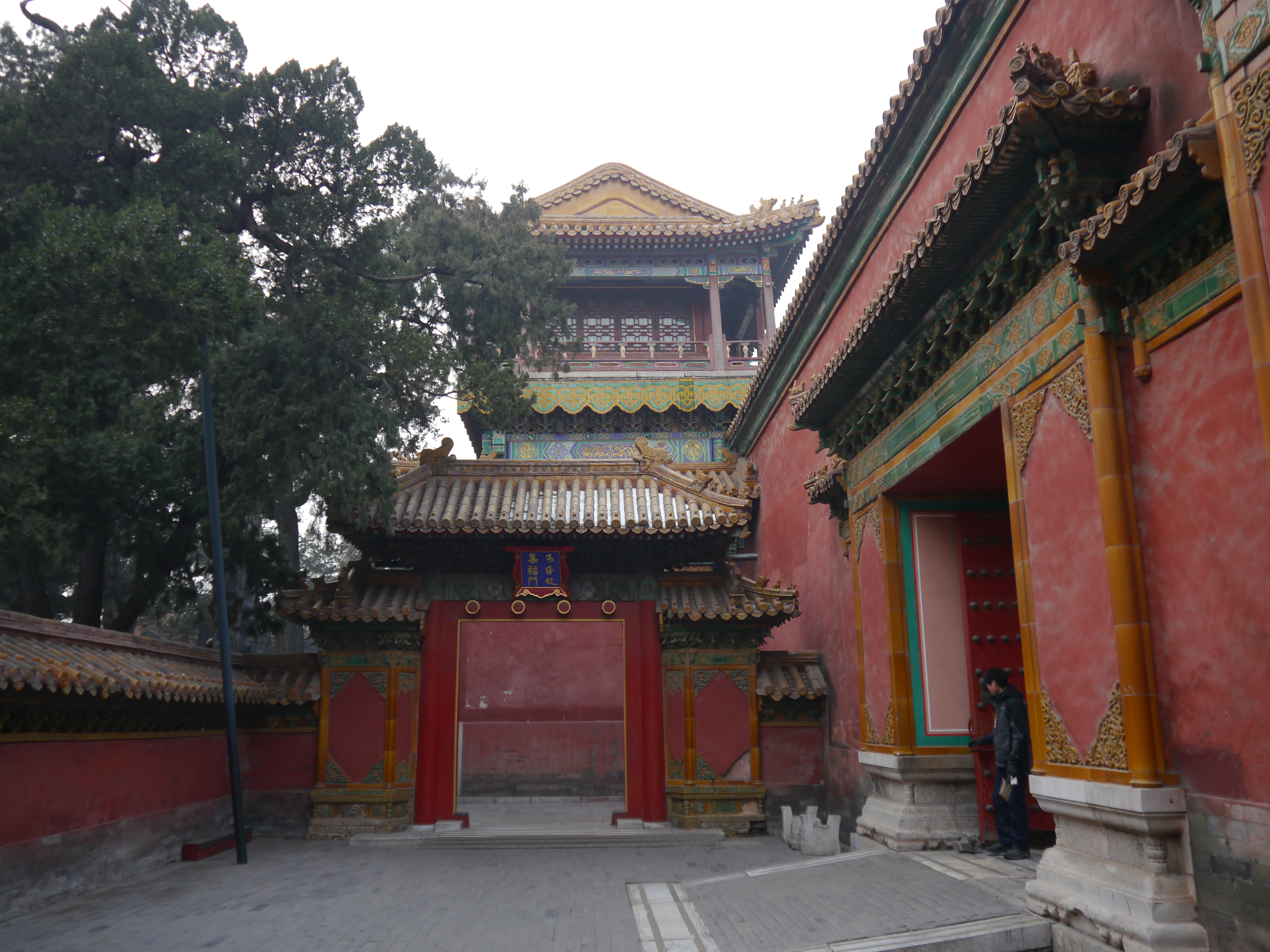
集福门，后面的楼是延晖阁，右侧的琉璃门是顺贞门

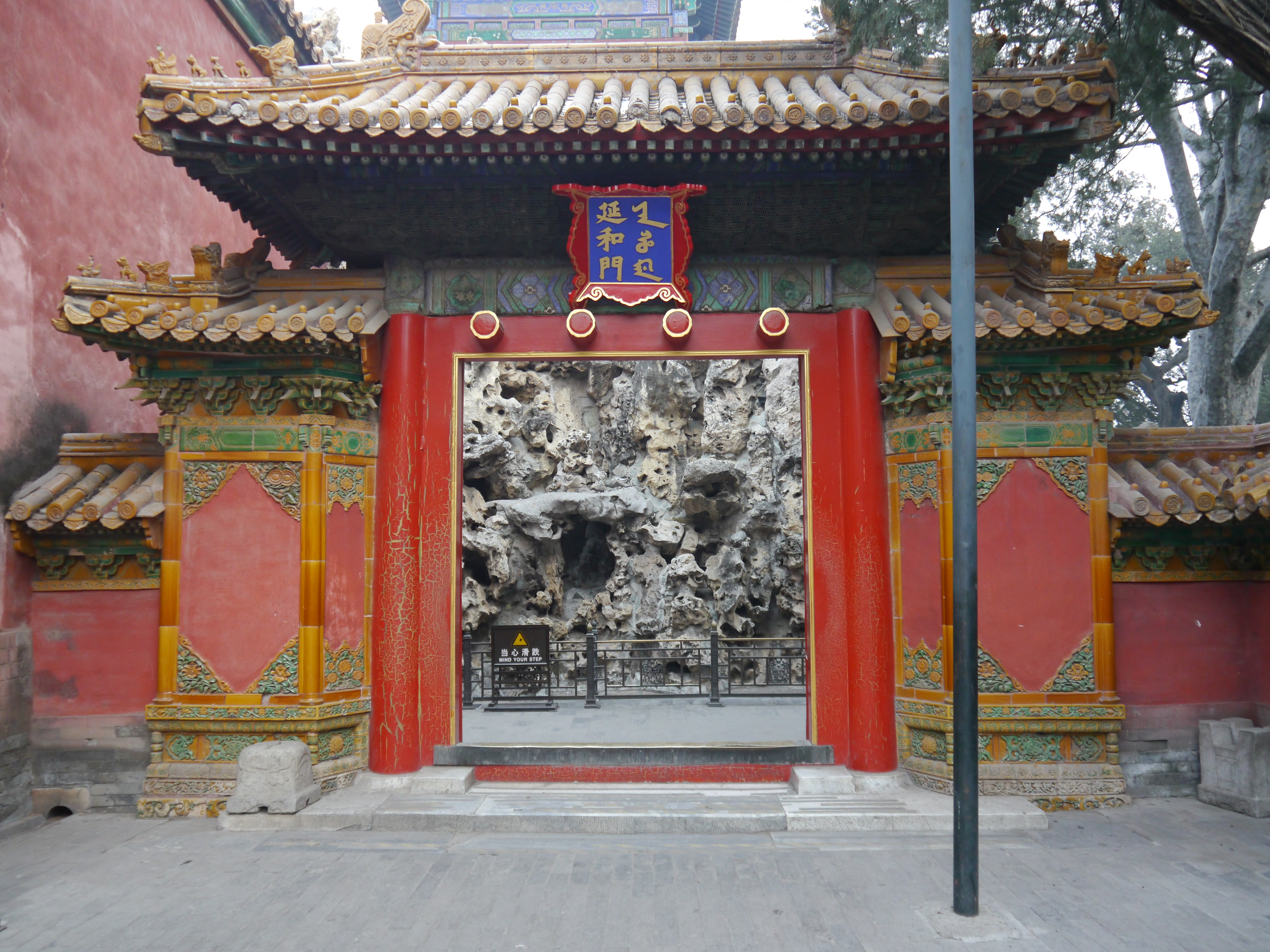
延和门 (ᠶᠠᠨ
ᡥᠣ᠋
ᠮᡝᠨ)

- 顺贞门：位于内廷中路北端，是御花园的北门。始建于明朝初年，原名“坤宁门”，明朝嘉靖十四年（1535年）由于坤宁门移至坤宁宫后北围廊正中，所以此门更名为“顺贞门”。顺贞门是随墙琉璃门三座，每座门都安装有双扇实榻大门，每扇门上嵌有纵横各九颗门钉。顺贞门外是北横街（紫禁城北城墙与神武门以南的红色宫墙之间的东西走向长街），隔街和神武门相对。顺贞门内南向正对承光门，顺贞门内左右两侧各有东西向琉璃门一座，分别是延和门、集福门。承光门、延和门、集福门之间用琉璃顶矮墙相连接，在顺贞门前围成一个很小的院落。顺贞门是内廷通往神武门的要道，无故禁止开启。皇后到西苑先蚕坛行祭祀礼或者赴圆明园、寿皇殿等处都从顺贞门出入，皇帝有时也经顺贞门出入。钦安殿举办道场时，随时启闭顺贞门供道士出入，但要严格稽查，禁止闲人出入。明朝逢宫人病故，棺椁自顺贞门的右侧之门送出。清朝后宫亲族女眷曾经奉旨在顺贞门会亲，选秀女也进顺贞门。如今，顺贞门建筑保存完好。[12]
  - 承光门：顺贞门内南北向的门，明朝已有，清朝沿袭明制。承光门为一开间，双扇大门，庑殿式琉璃门楼，左右两侧分别接有转角琉璃顶矮墙同集福门、延和门相连接。承光门内左右两侧分别有一只鎏金铜卧象。承光门装饰性很强，关闭后作用类似顺贞门前的影壁。[12]
  - 延和门：顺贞门内西侧东西向的门，明朝已有。延和门为一开间，双扇大门，庑殿式琉璃门楼，左右两侧接有琉璃顶矮墙，向北连接御花园的北宫墙，向南折向东连接承光门。如今建筑保存完好。[12]
  - 集福门：顺贞门内东侧东西向的门，明朝已有。集福门为一开间，双扇大门，庑殿式琉璃门楼，左右两侧接有琉璃顶矮墙，向北连接御花园的北宫墙，向南折向西连接承光门。如今建筑保存完好。[12]

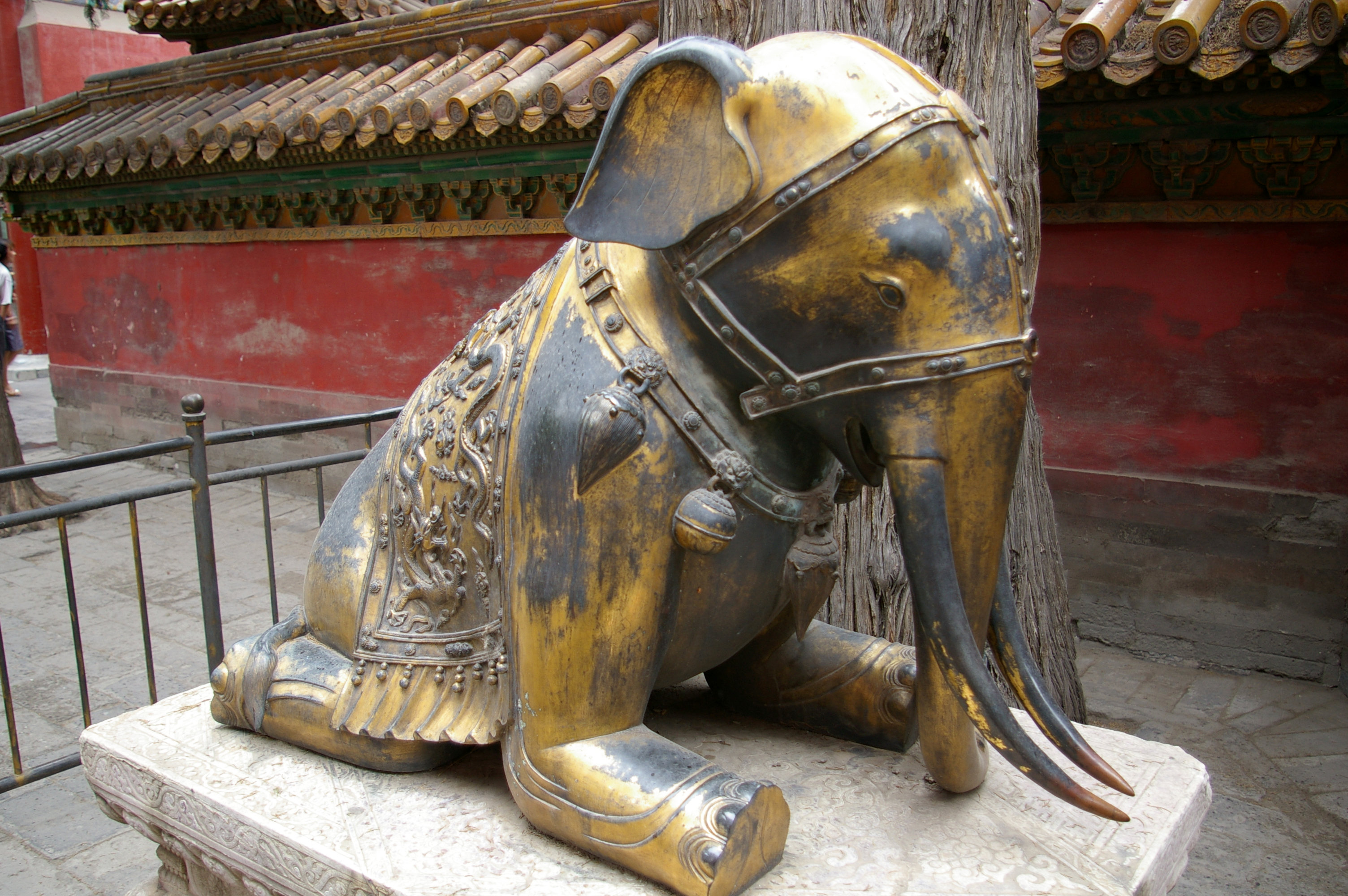
承光门内西侧的鎏金铜卧象
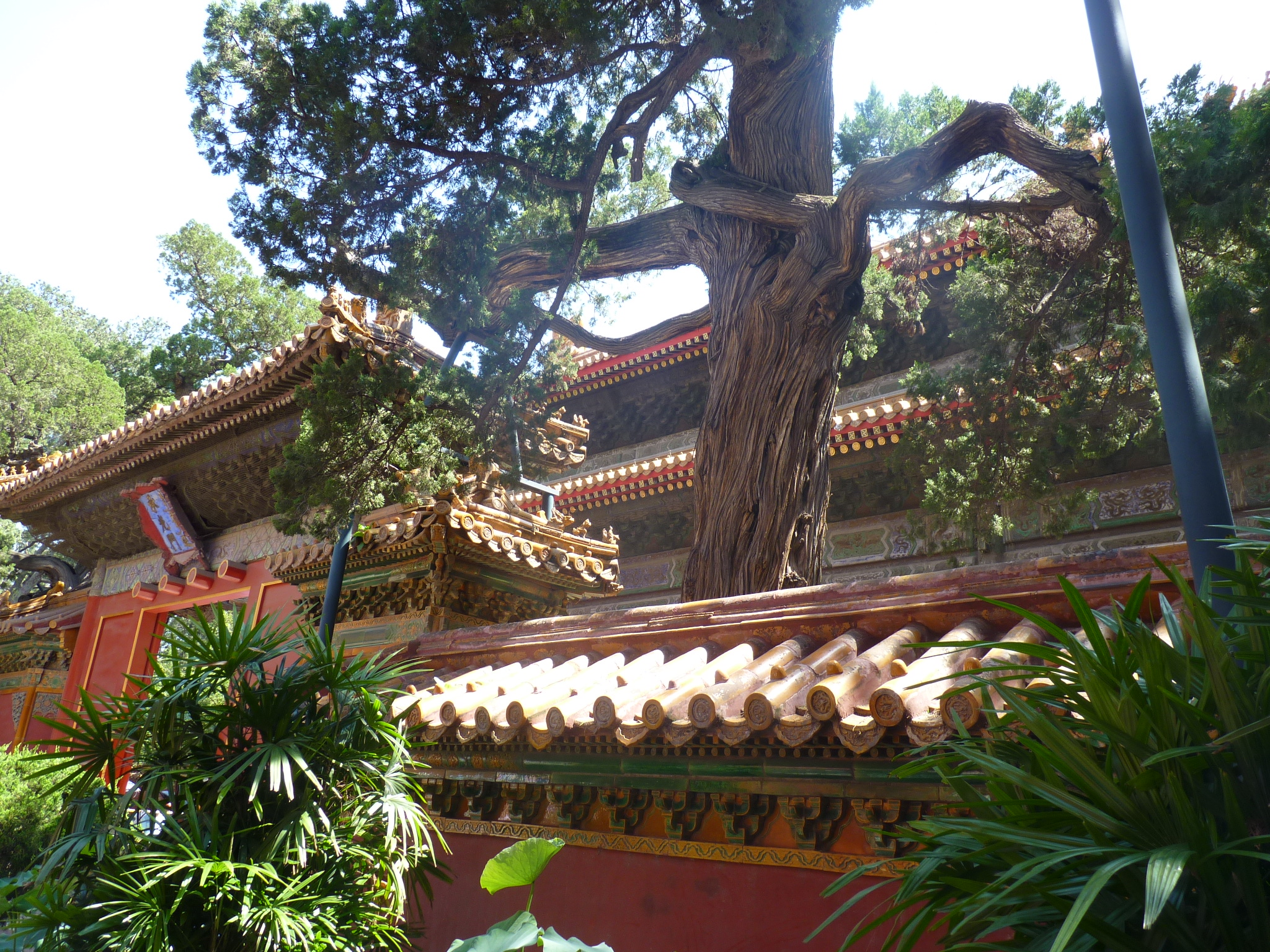
承光门，右侧为钦安殿后面
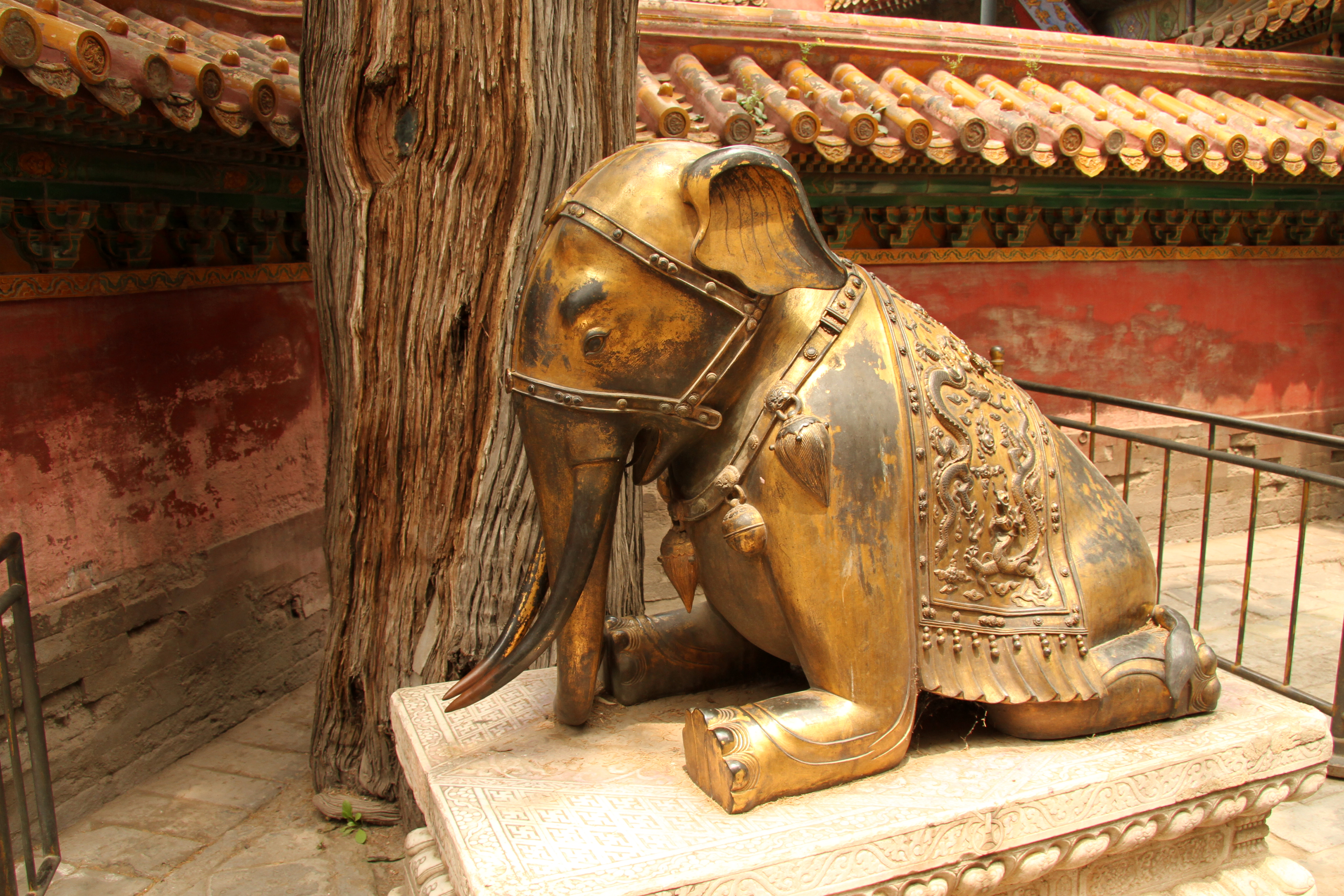
承光门内东侧的鎏金铜卧象

### 中轴线两侧
御花园中轴线两侧的建筑主要有：
- 琼苑左门、琼苑右门

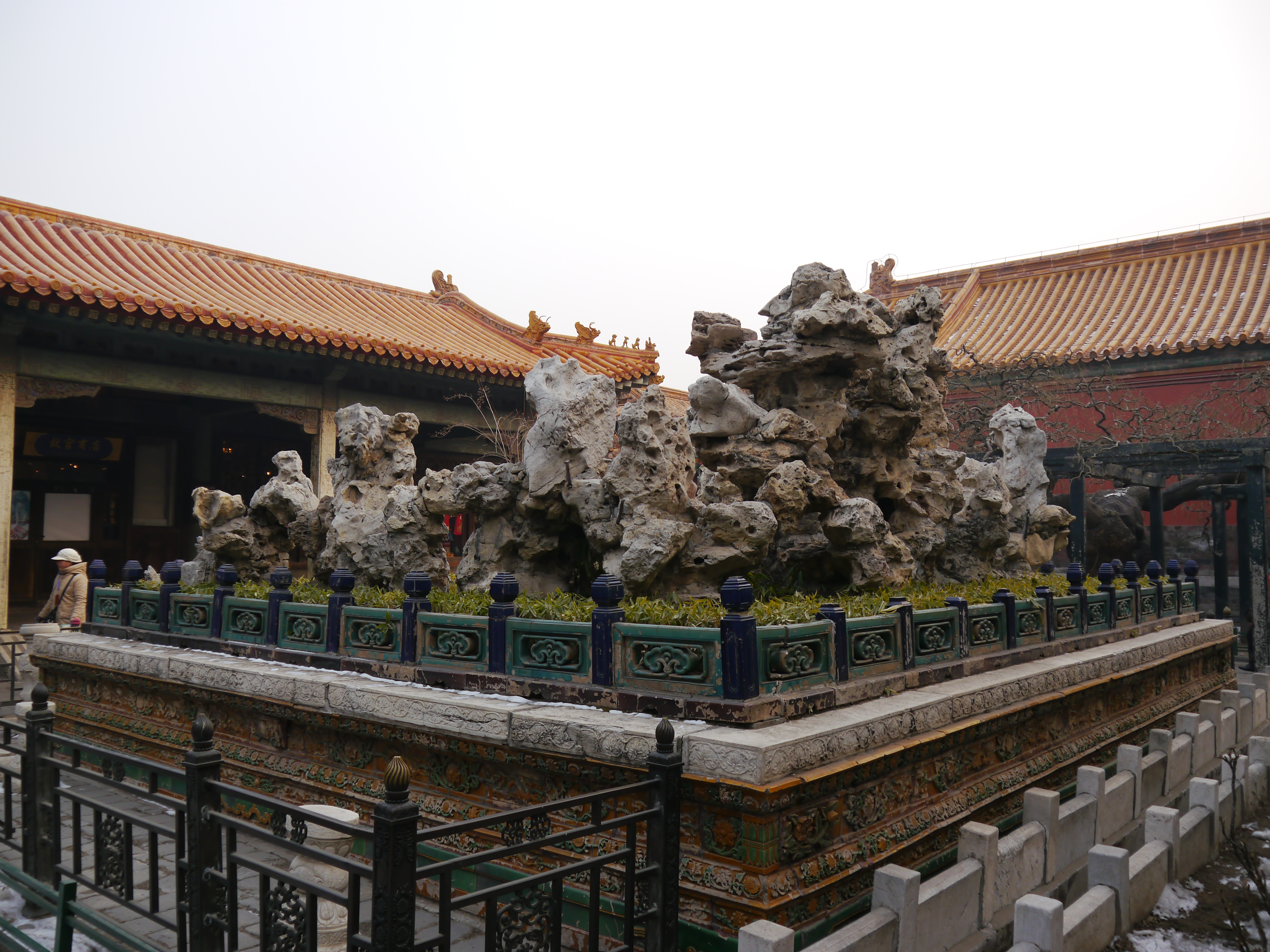
绛雪轩（左）及其前面的花坛

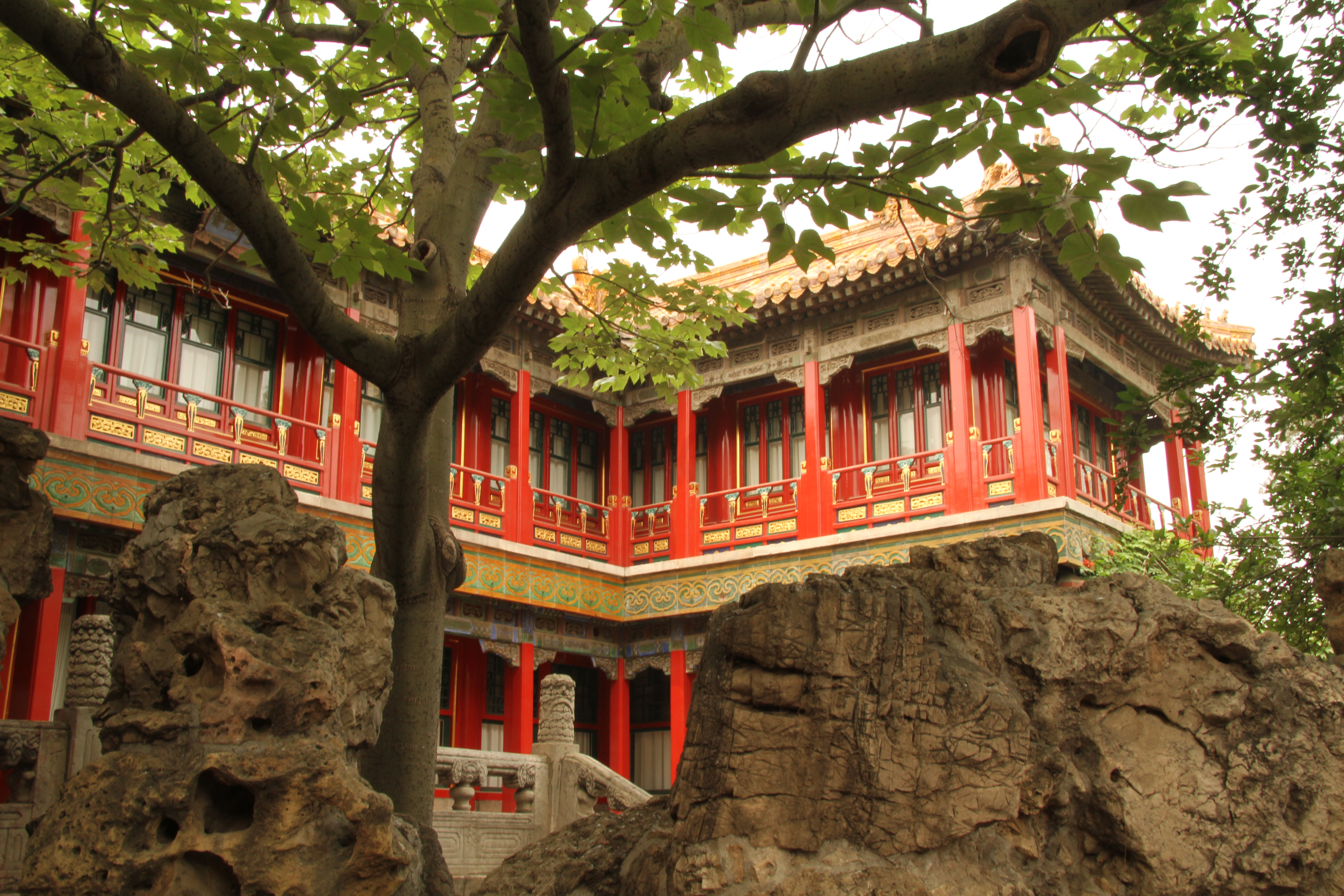
养性斋

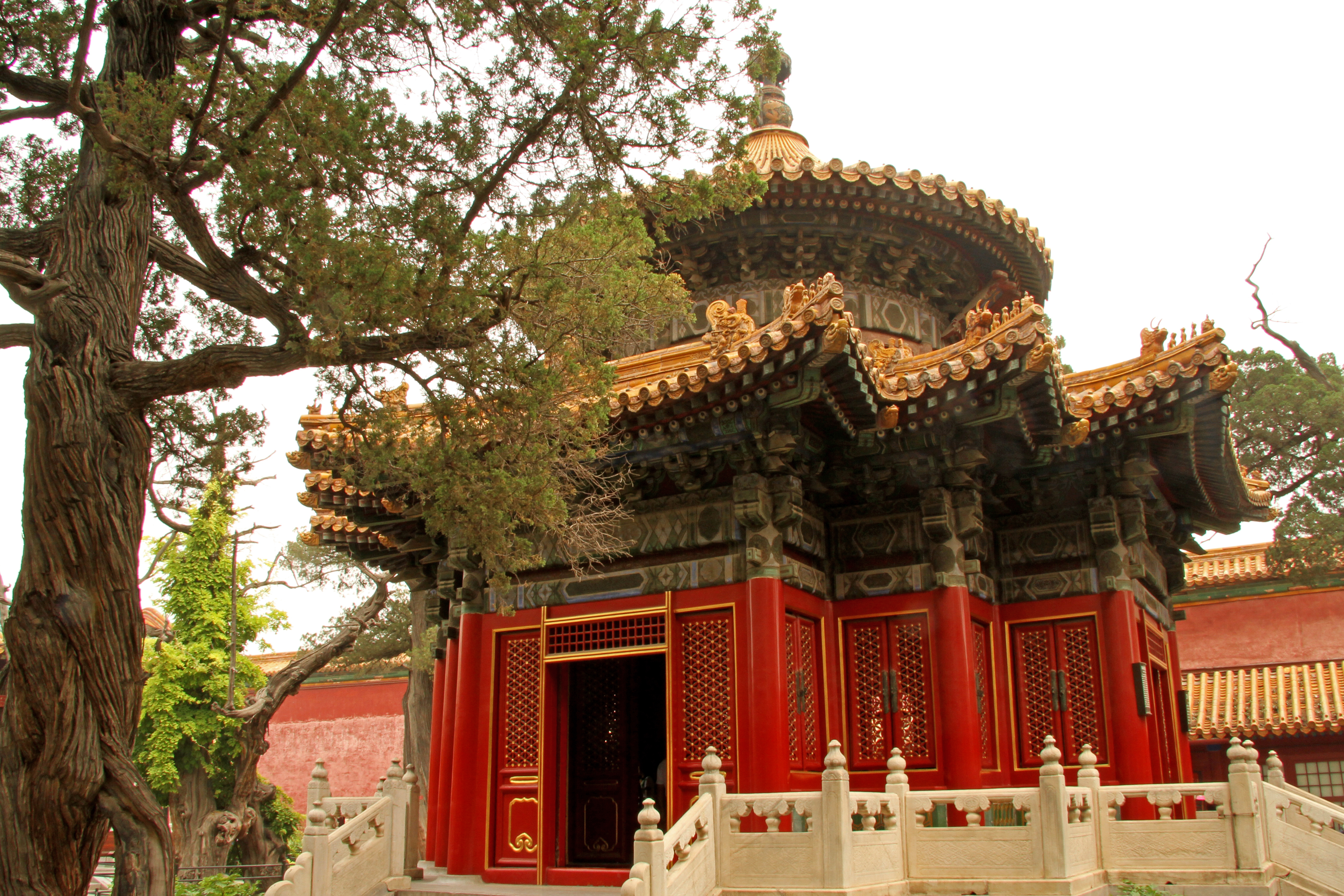
万春亭

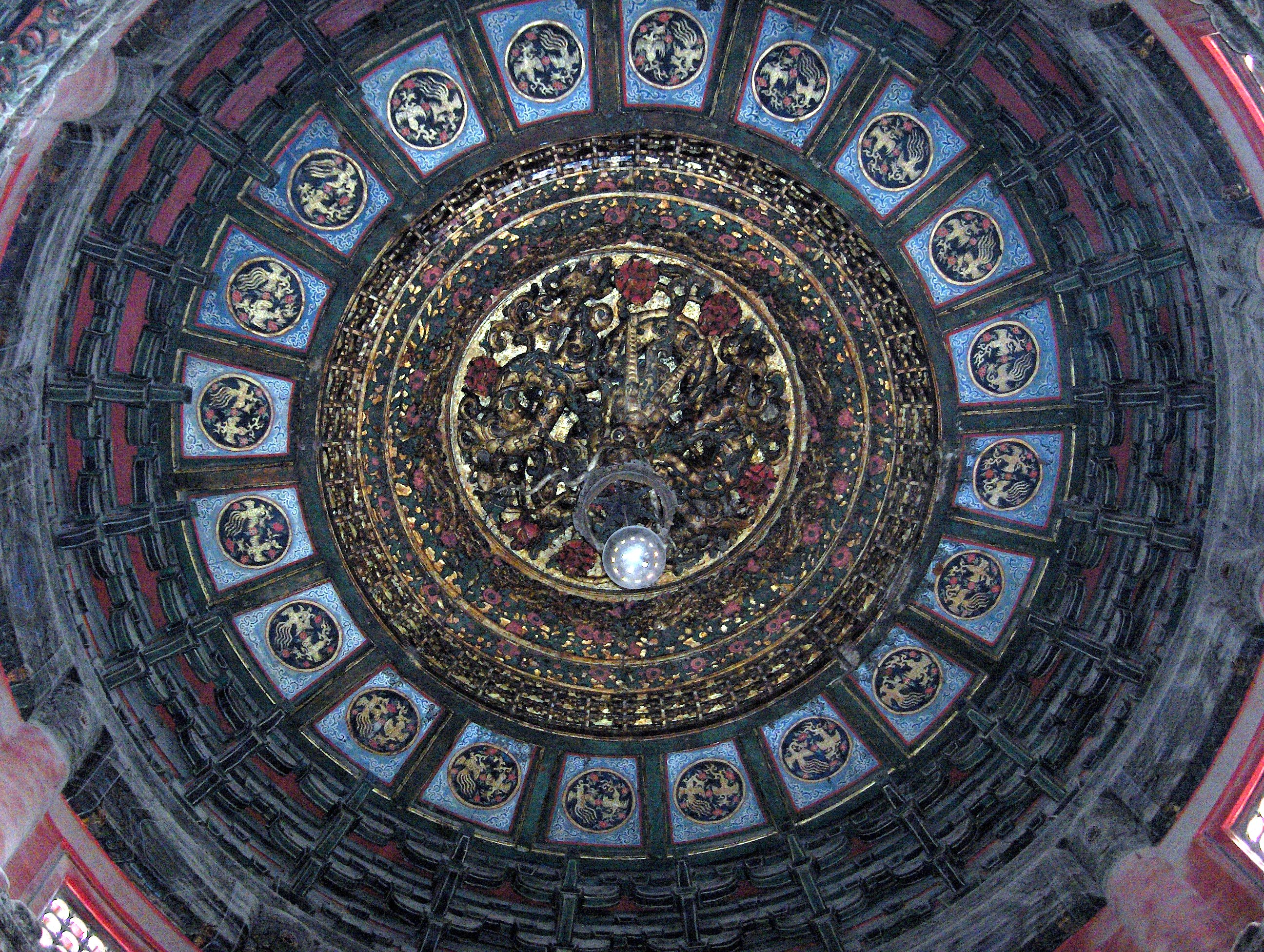
万春亭藻井

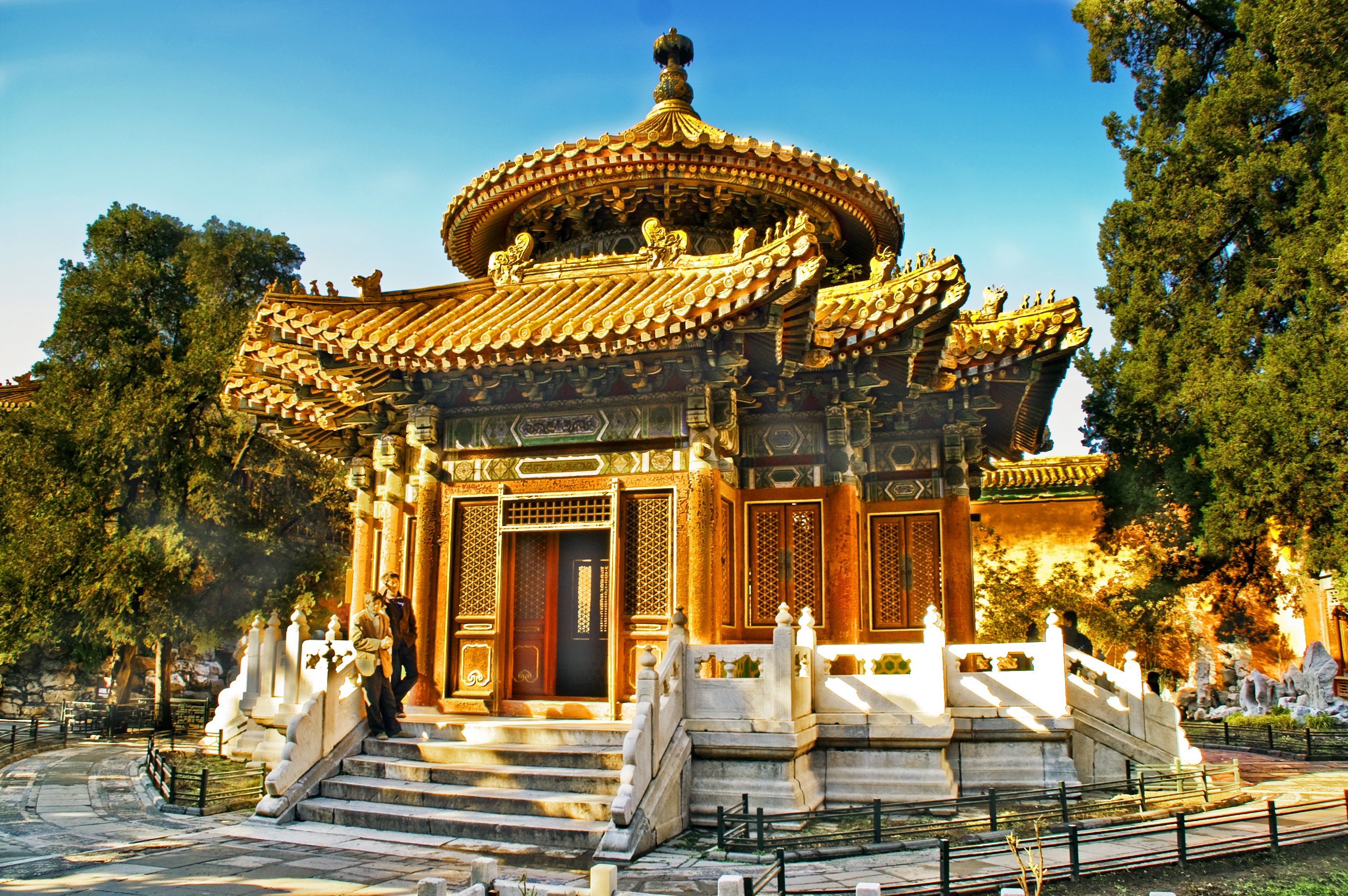
千秋亭

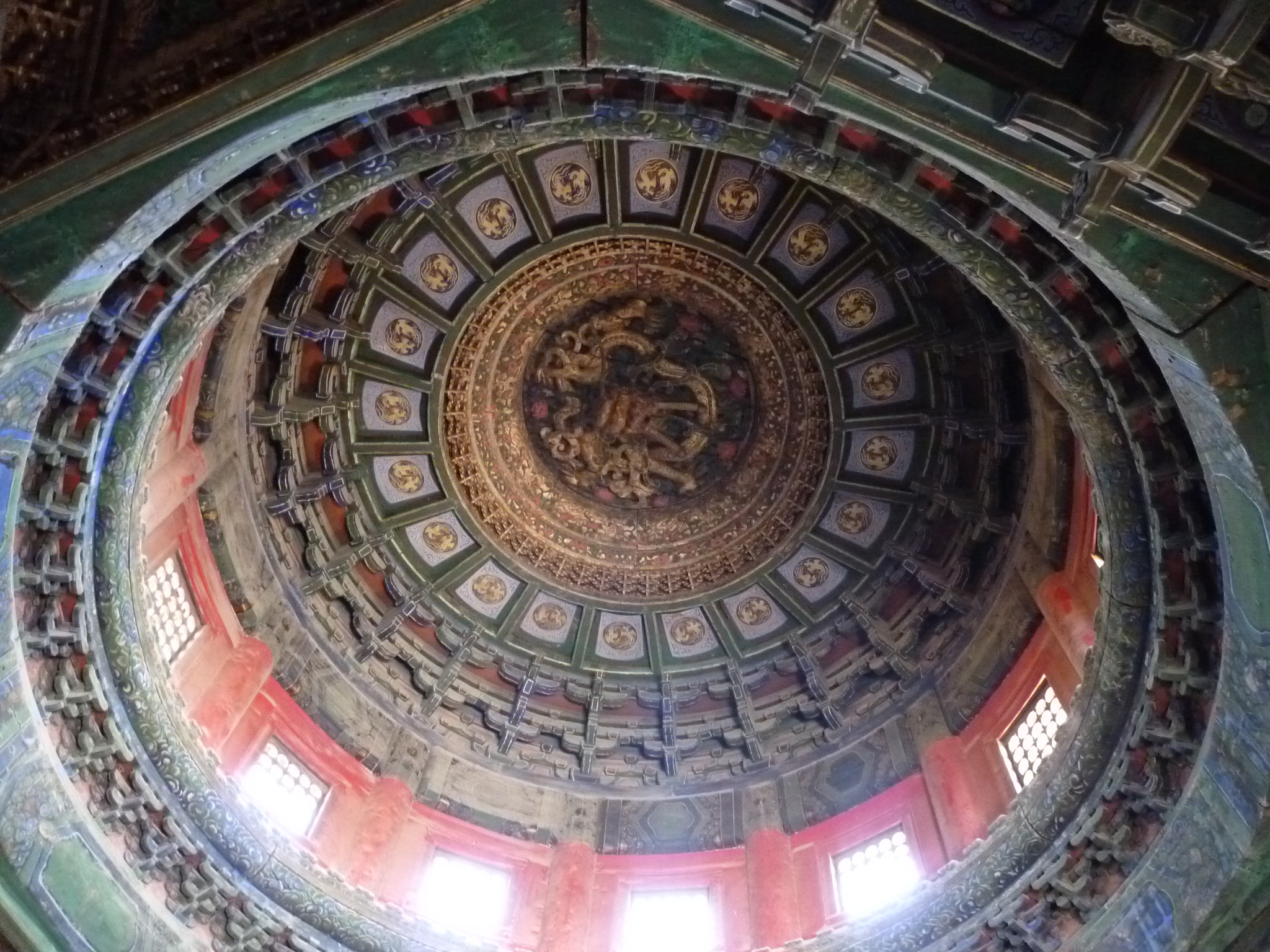
千秋亭藻井

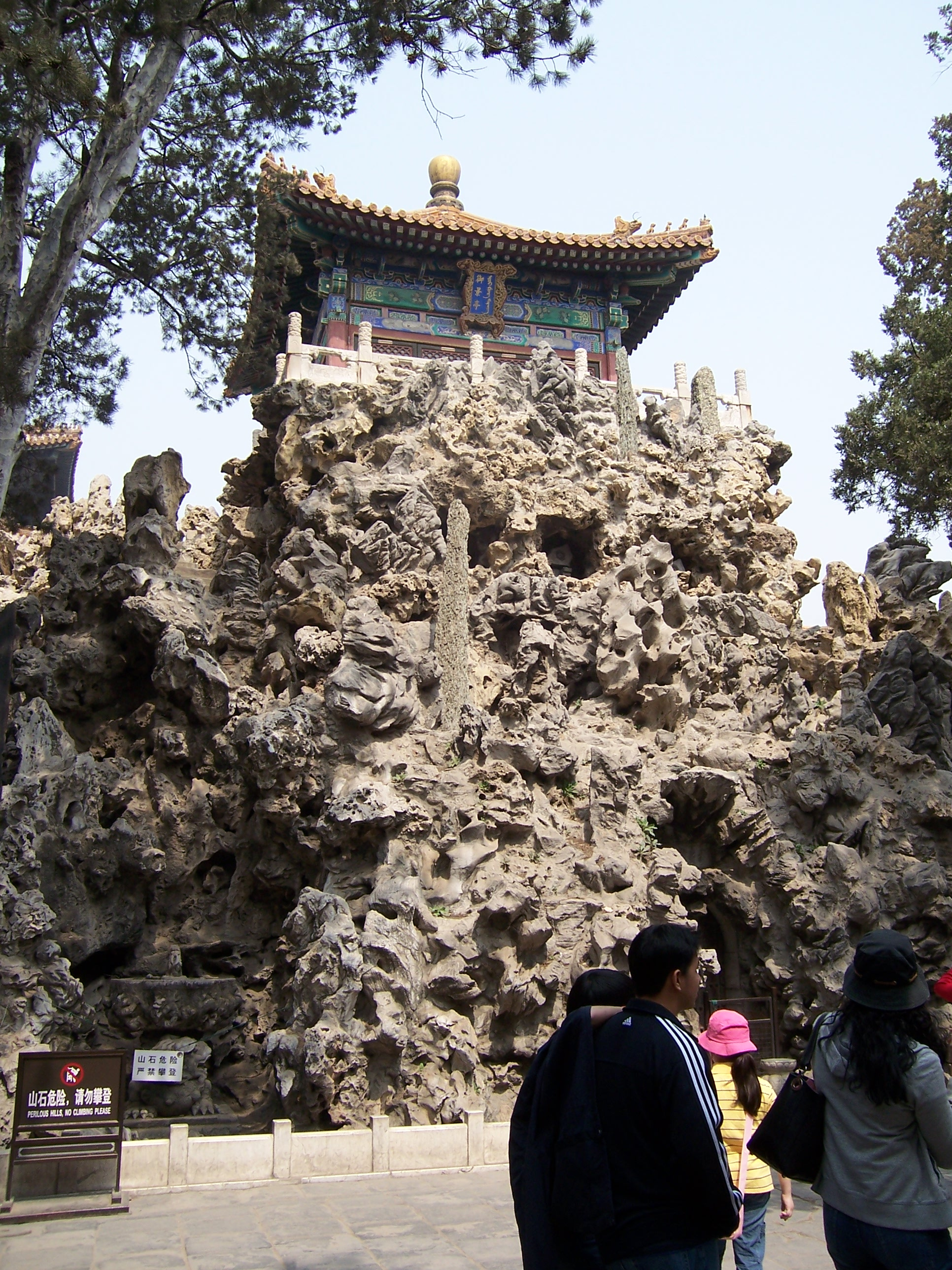
堆秀山，山上为御景亭

  - 琼苑左门：位于御花园东南角，坐西朝东。出琼苑左门向南，便是坐北朝南的长康左门。
  - 琼苑右门：位于御花园西南角，坐东朝西。出琼苑右门向南，便是坐北朝南的长康右门。
- 绛雪轩、养性斋
  - 绛雪轩：位于御花园东南，东依御花园院墙，坐东朝西，面阔五间，黄琉璃瓦硬山顶，前接歇山卷棚顶抱厦三间，平面形成“凸”字形。绛雪轩的明间开门，次间、梢间是槛窗，上是福寿万字支窗，下是大玻璃方窗。门窗是楠木本色，未加油饰，框、柱、梁、枋绘有斑竹纹彩画。绛雪轩正前方（西侧）有一座琉璃花坛，花坛下部是五彩琉璃须弥座，装饰有行龙以及缠枝西番莲图案，上部采用翠绿色栏板、绛紫色望柱环绕，基座和栏板间施用一条汉白玉上枋。花坛内叠石为山，栽种着牡丹等名贵花木。绛雪轩前原来有海棠树5株，花瓣飘落之时，恰似雪片纷降，遂将此轩命名为“绛雪轩”。清朝末年，慈禧太后命从河南省移来太平花栽植，取代了古海棠。太平花的叶片呈长椭圆形，边缘带有稀疏的小齿，4枚白色花瓣，每年初夏开花，花气清香。花坛前有一个木化石柱，色泽铁灰，上面刻有乾隆帝御题。 [13]
  - 养性斋：位于御花园西南，始建于明朝，初称“乐志斋”，清朝更名“养性斋”。养性斋是两层楼阁式，原为七间，坐西朝东。清朝乾隆十九年（1754年）在楼两端向前各接出三间，改建成转角楼，平面呈“凹”形，前出月台一座。清朝嘉庆二十年（1815年）重修，月台的台面改墁金砖。道光年间又曾修葺。养性斋为黄琉璃瓦转角庑殿顶，上层前檐出廊，下层东面的明间开门，次间和南北转角三间都是支摘窗。楼上正中悬挂着康熙帝御笔“飞龙在天”匾额，楼下正中悬挂“居敬存诚”匾额，北楼下东向悬挂“悦心颐神”匾额。养性斋前有叠石环抱，曾经建有曲流馆，后来拆除。清朝嘉庆帝、道光帝经常来养性斋。逊帝溥仪的英文老师庄士敦曾在养性斋居住。[14]
- 四神祠：位于西井亭东北，是供奉四神之所。建于明朝嘉靖十五年（1536年）。四神祠是一座八角形亭子前出抱厦，周围出廊，八方攒尖顶，覆黄琉璃瓦，黄琉璃宝顶。抱厦为卷棚歇山顶，黄琉璃瓦。梁枋绘有龙锦旋子彩画。锦纹支条缠枝莲天花。未施斗栱，槛窗采用豆腐卦槅心，青砖槛墙。廊下设有木坐凳栏杆，上有华板。亭内靠南墙砌有砖台，乃架设供案供奉神牌之处，坐南朝北。关于四神祠供奉的四神，有两种说法，一说为青龙、白虎、朱雀、玄武，即道教的四方之神；另一说是风神、云神、雷神、雨神。鉴于四神祠的亭取八方，似仿照道教八卦，故应与道教有关。[15]
- 东井亭、西井亭
  - 东井亭：东井亭位于天一门外左侧、万春亭前西侧。东井亭平面呈方形，面阔1.94米，亭内有井，井口石上覆盖着石盖板，此亭为朱红色四柱。此亭下部是方形，顶部转为八方形，四柱上各架一个与平面四角呈45度的转角桁，两端分别与悬在柱外的四根转角桁相连接，形成八边，将承担的顶部荷载传至四柱。由于利用悬挑实现力的平衡，故也有的称之为“担梁”。亭顶覆盖黄琉璃瓦，八条脊，本来应该是八角攒尖顶，但按照井亭做法采用盝顶，上面安有四对合角吻。井亭顶上开的洞口正对井口，既可纳光，又便于使用长竿掏井。亭檐下绘有花草枋心苏式彩画，白石雕栏板，云龙望柱头，覆莲雕花柱础。[16]
  - 西井亭： 西井亭位于天一门外右侧、千秋亭前东侧。西井亭平面呈方形，面阔1.94m，亭中有井，四周有泄水沟槽，此亭为朱红色四柱。此亭的构造和东井亭相同。亭檐下绘有海墁斑竹彩画，白石雕栏板，云龙望柱头，亭内横架一长木，上面有滑轮，是过去利用简单机械打水的遗迹。[17]
- 万春亭、千秋亭：分别位于浮碧亭、澄瑞亭以南，东为万春亭，西为千秋亭。按照五行方位，东方属春，西方属秋，故得名。[18]万春亭、千秋亭建于明朝嘉靖十五年（1536年），是一对形制相同的建筑，仅藻井的彩画带有细微差别。均是由一座方亭四面出抱厦而成。四面抱厦前各有汉白玉台阶，四周围有汉白玉栏板，绿色琉璃槛墙饰有黄色龟背锦花纹，槛窗与隔扇门的槅心均为三交六椀菱花，梁枋绘有龙锦彩画。重檐攒尖顶，下层檐施有单昂三踩斗栱，下层檐以上改为圆形，施有单昂五踩斗栱。圆攒尖顶，明朝称为“一把伞”式，黄琉璃竹节瓦。宝顶用彩色琉璃宝瓶承托鎏金华盖形成。上圆下方的屋顶仿“天圆地方”的古明堂形制。亭内的天花板上绘有双凤，藻井内有贴金雕盘龙，龙口衔有宝珠（轩辕镜）。[19]万春亭东南西北四个门之外，以及千秋亭北门之外，各有“人”字柏一株。[4]千秋亭内的轩辕镜已卸下多年，万春亭内的轩辕镜于2013年出于安全考虑也卸下放入库房。清朝曾在万春亭供奉关帝像。[18]
- 浮碧亭、澄瑞亭
  - 浮碧亭：位于御花园东北，正北为摛藻堂，正南为万春亭。建于明朝万历十一年（1583年），前檐抱厦是清朝雍正十年（1732年）添建。浮碧亭平面呈方形，三开间，通面阔约8米，前出抱厦，下面为东西长、南北短的矩形水池，水池上横跨单券洞石桥，浮碧亭即建在桥上。浮碧亭和抱厦顶都是绿琉璃瓦黄剪边，攒尖顶上有琉璃宝顶。一斗二升交蔴叶斗栱，檐枋下安装有华板，方柱。浮碧亭的东西两侧有石雕栏板，也是桥的栏板，南北两侧在石栏板中间设有两步台阶作为亭的出入口。方亭内的天花正中有双龙戏珠八方藻井，四周是百花图案天花，檐下绘有苏式彩画。抱厦三面开敞。亭下池中的水引自紫禁城护城河，池壁雕有石蟠首出水口，池中有芙蓉、游鱼。[20]
  - 澄瑞亭：位于御花园西北，正北为位育斋，正南为千秋亭。建于明朝万历十一年（1583年），前檐抱厦是清朝雍正十年（1732年）添建。澄瑞亭平面呈方形，三开间，通面阔约8米，前出抱厦，下面为东西长、南北短的矩形水池，水池上横跨单券洞石桥，澄瑞亭即建在桥上。澄瑞亭和抱厦顶都是绿琉璃瓦黄剪边，攒尖顶上有琉璃宝顶，一斗二升交蔴叶斗栱，檐枋下安装有华板。澄瑞亭的东西两侧有石雕栏板，也是桥的栏板，蕉叶纹望柱头。南北两侧在石栏板中间设有两步台阶作为亭的出入口。方亭内的天花正中有双龙戏珠八方藻井，四周是金龙图案井口天花，檐下绘有龙锦彩画。抱厦三面开敞。亭的四面原来安装有护墙板以开门窗，亭内设斗坛，后来均拆除。[21]

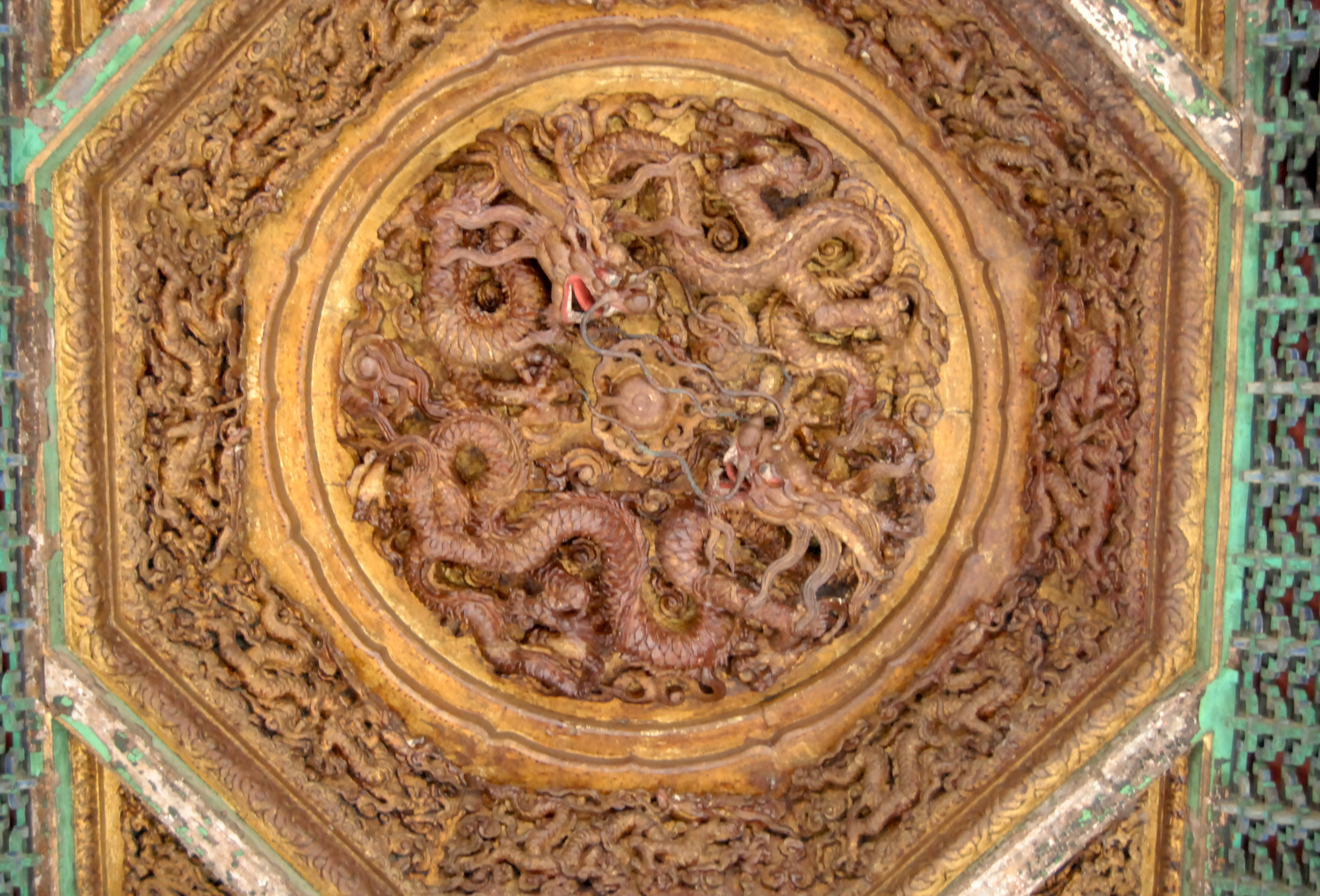
澄瑞亭藻井
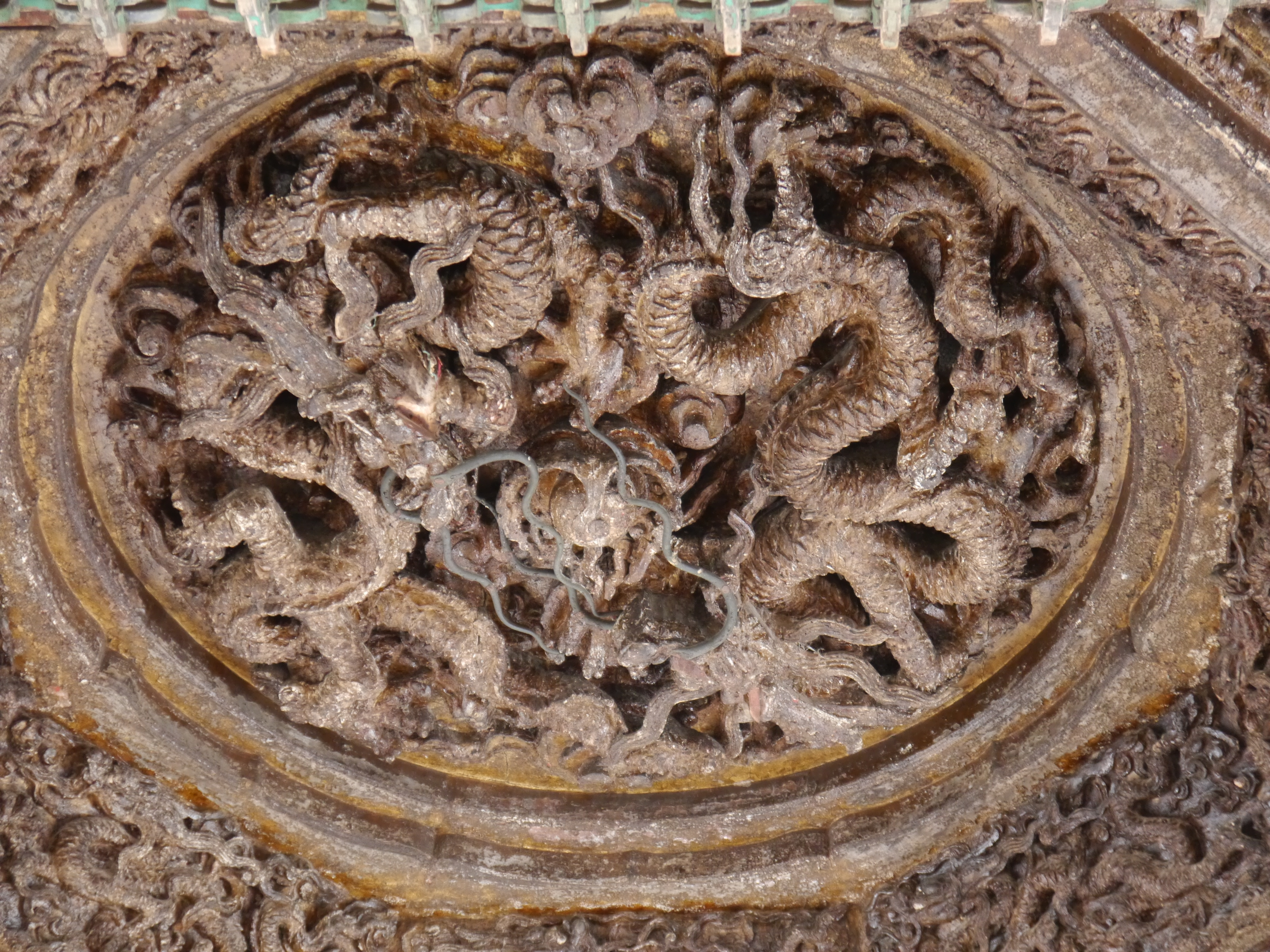
浮碧亭藻井
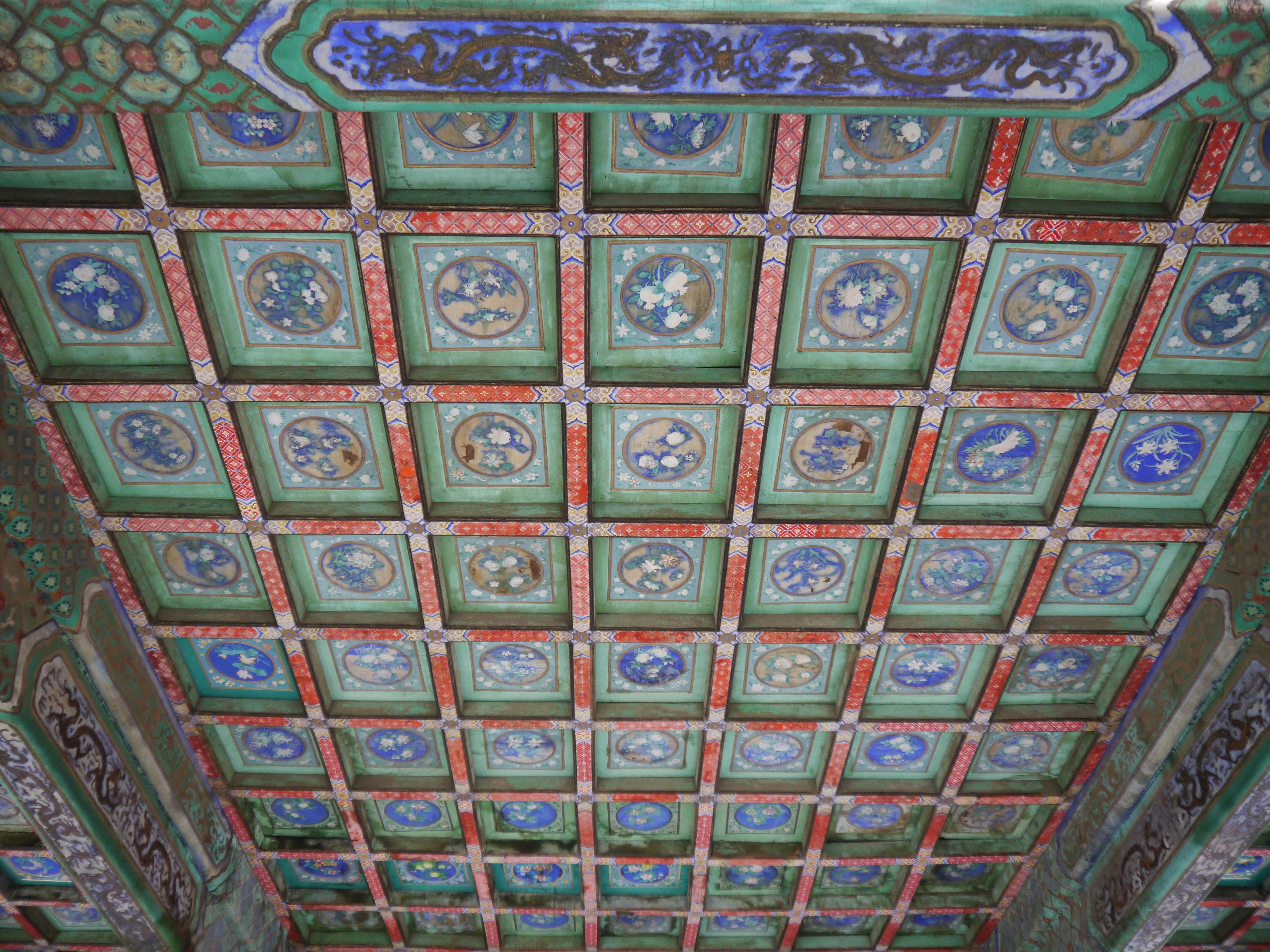
浮碧亭百花图案天花
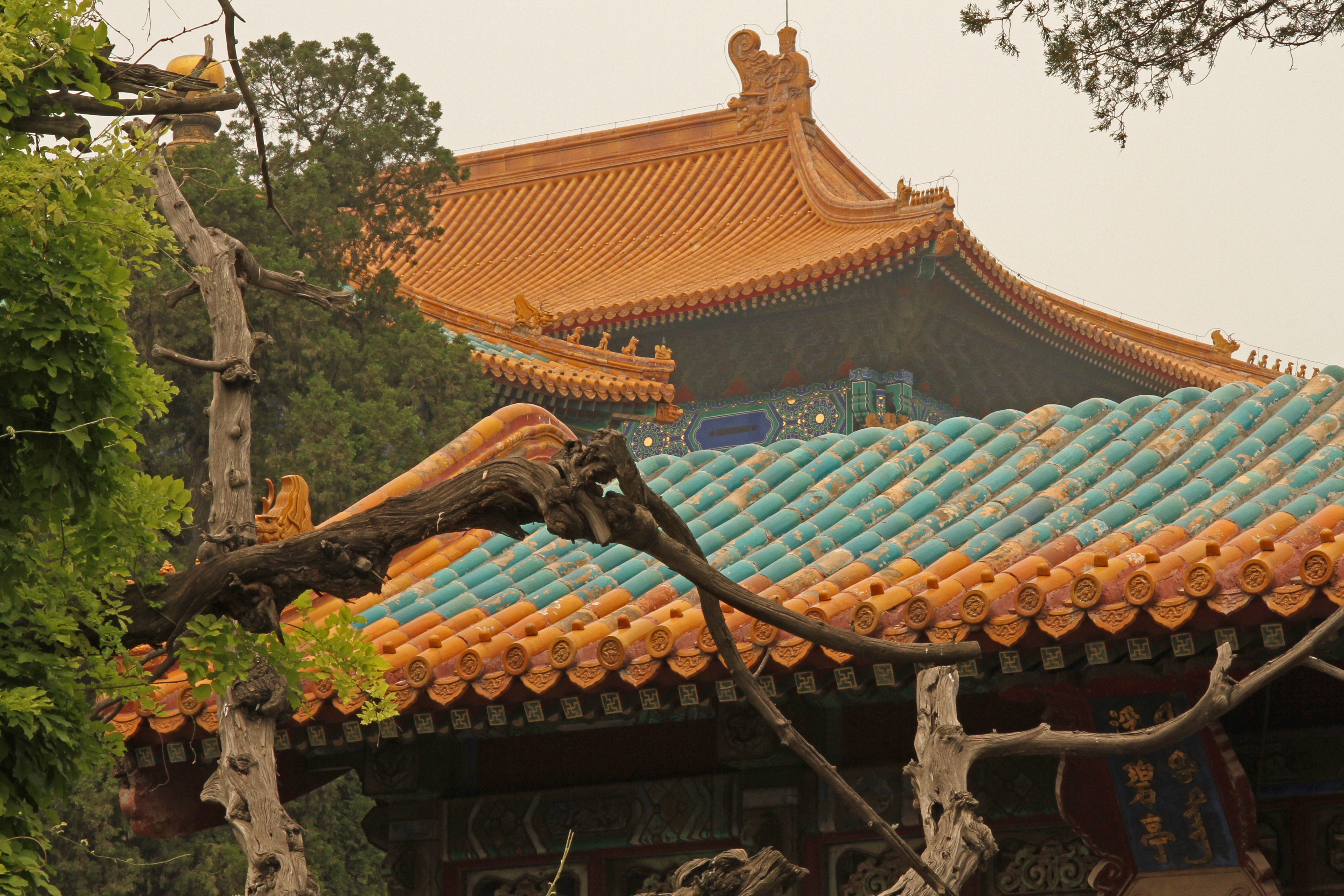
从浮碧亭（右）向西北望神武门（远处高大建筑），左侧树木掩映的亭子是御景亭

- 堆秀山、延晖阁

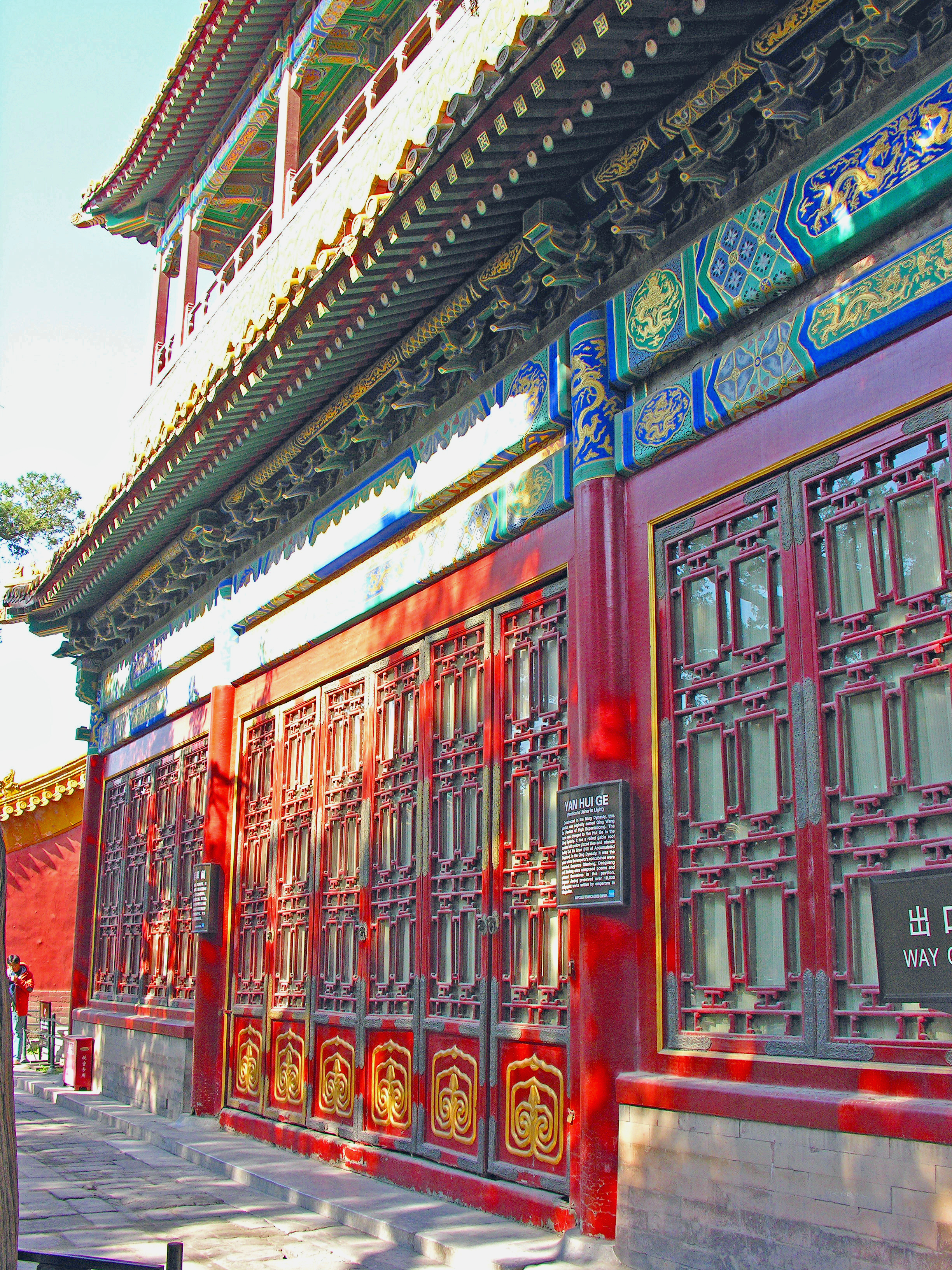
延晖阁

  - 堆秀山、御景亭：御景亭位于御花园内北侧偏东的假山“堆秀山”顶上，堆秀山北依宫墙。此处原是明朝观花殿的旧址，明朝万历年间改堆假山。堆秀山的东、西山石间分别有磴道，可到山顶的御景亭。御景亭坐北朝南，平面呈方形，四柱，一斗二升交蔴叶斗栱，攒尖顶，覆翠绿琉璃瓦黄剪边，鎏金宝顶。御景亭四面设有隔扇门，四周有汉白玉栏板。御景亭内天花藻井，朝南设有宝座。御景亭是皇帝、皇后农历九月初九重阳节登高之处。从亭上可俯瞰紫禁城，眺望景山、西苑。[22]
  - 延晖阁：位于御花园内北侧偏西，北依宫墙。明朝初建时称为“清望阁”，清朝更名为“延晖阁”。延晖阁坐北朝南，三开间，外观为两层，内部在两层间还有一个暗层。黄琉璃瓦歇山顶，前檐明间开有门，灯笼框隔扇门六扇，两个次间是灯笼框槛窗。延晖阁上层有迴廊环绕。延晖阁与堆秀山形成左右平衡的格局，是一处供登高远眺的建筑，登上延晖阁，可俯瞰紫禁城，北望景山。冬季晴朗之日，还可望见西山的积雪。清朝乾隆帝、道光帝、咸丰帝等皇帝经常登延晖阁吟诗赏景，留下了吟咏延晖阁的诗。[23]

- 摛藻堂、位育斋

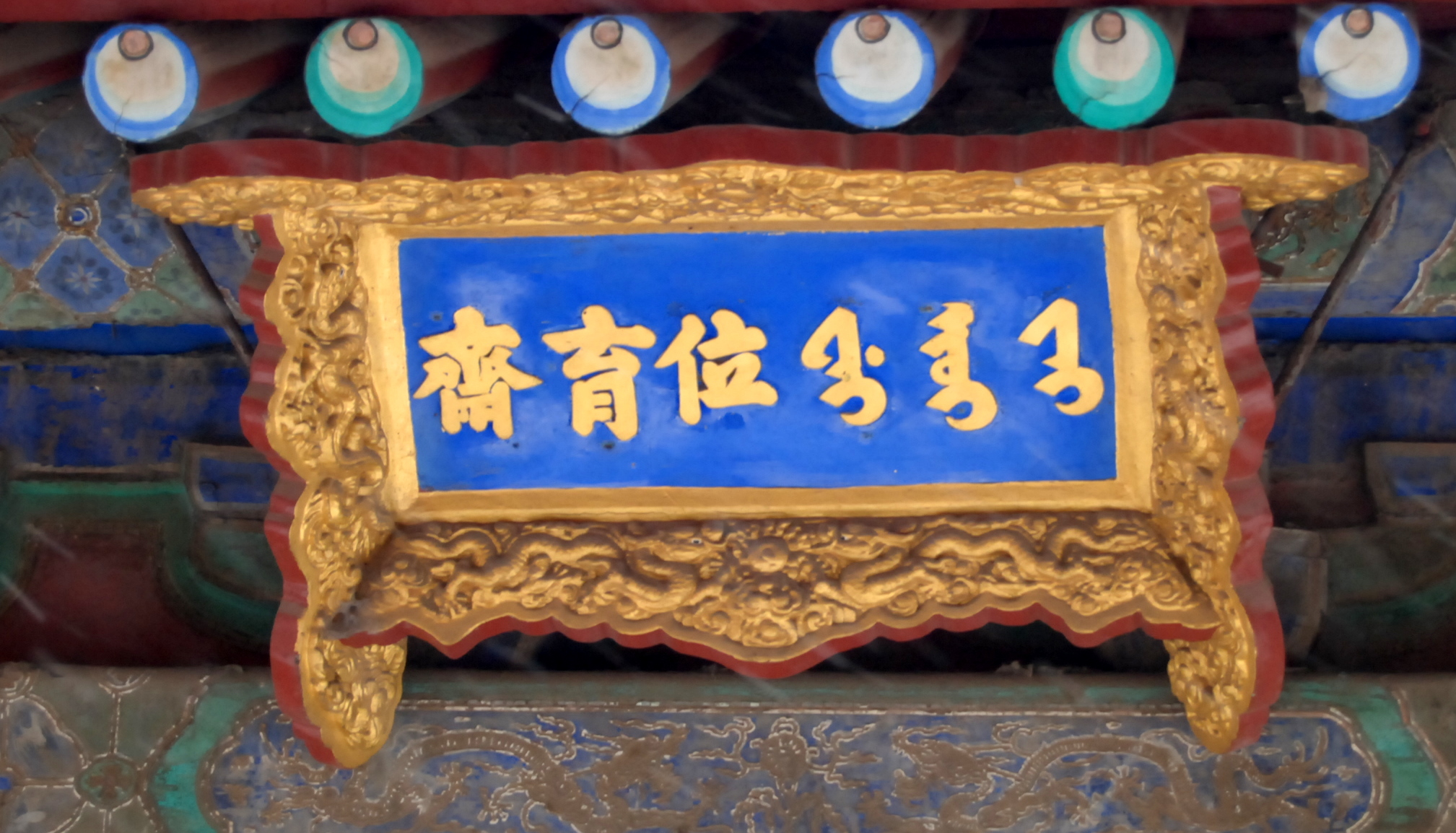
位育斋匾额 (ᠸᡝᡳ
ᡳᠣᡳ
ᠵᠠᡳ)

  - 摛藻堂：位于堆秀山东侧，北依宫墙，坐北朝南，面阔五间，黄琉璃瓦硬山顶。摛藻堂西墙辟有一个小门，通往西耳房。摛藻堂前出廊，明间开门，次间、梢间是槛窗。室内放有书架，是宫中藏书之处。乾隆四十四年（1779年）之后，《四库全书荟要》曾贮藏于摛藻堂。 [24]
  - 位育斋：位于延晖阁西侧，建于明朝，初名“对育轩”，明朝嘉靖年间更名“玉芳轩”，清朝更名“位育斋”。位育斋坐北朝南，面阔五间，黄琉璃瓦硬山顶。明间开门，两次间是支摘窗。清朝雍正时期，位育斋曾作为佛堂。[25]

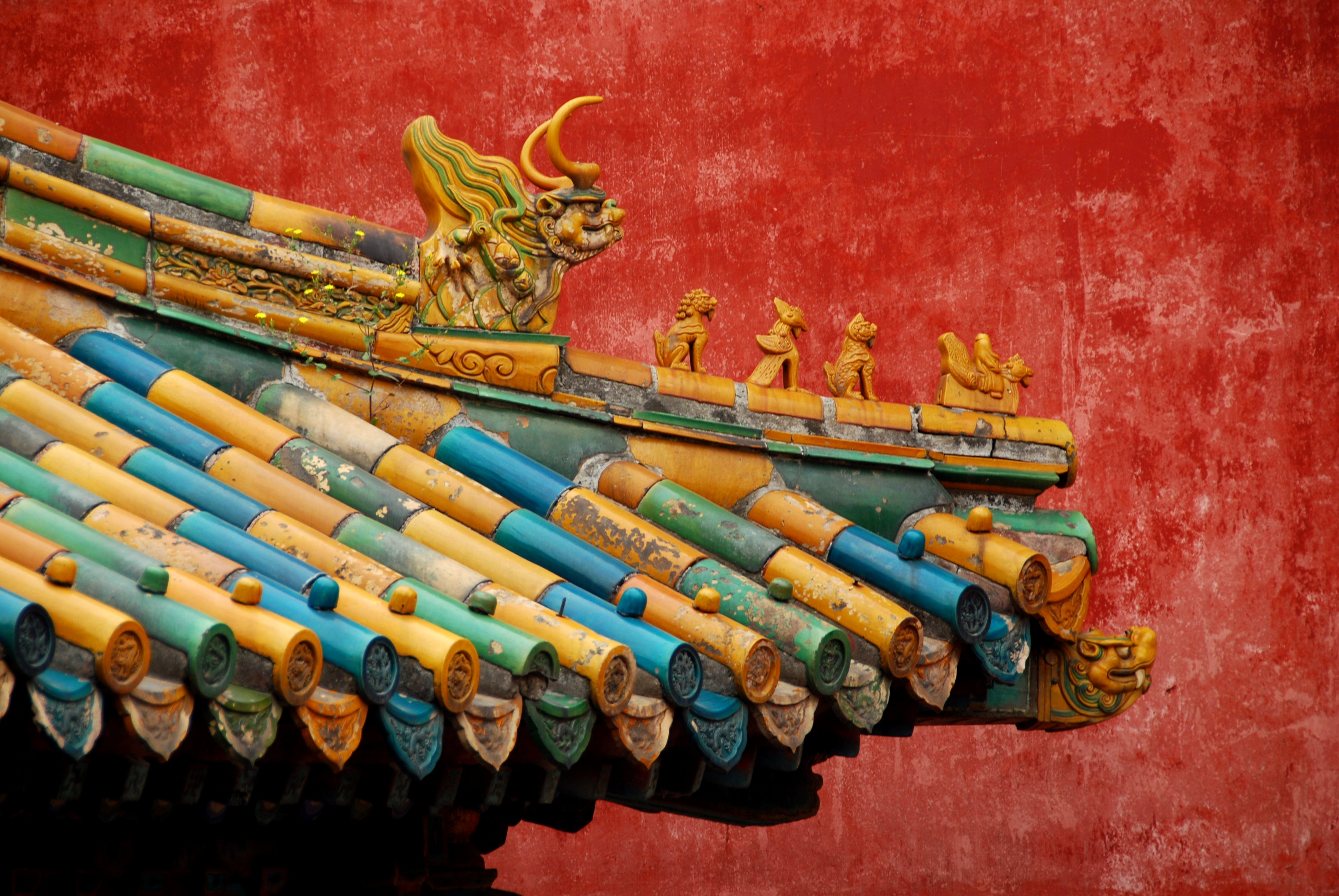
凝香亭的檐角

- 凝香亭、玉翠亭：原来分别名“金香亭”、“毓翠亭”。建于明朝嘉靖十五年（1536年），万历十九年（1591年）后重建。凝香亭位于御花园的东北隅，玉翠亭位于御花园的西北隅。四周有翠竹。两亭的形制基本相同。方形攒尖顶，四柱，柱间设有坐凳栏杆，天花板绘有五彩百花。玉翠亭曾经增设门窗。两亭的瓦是黄色、蓝色、绿色琉璃瓦相间，很像棋盘格，为宫中仅有。[26]

另外，养性斋北侧的宫墙上有一门，为漱芳斋的东旁门。

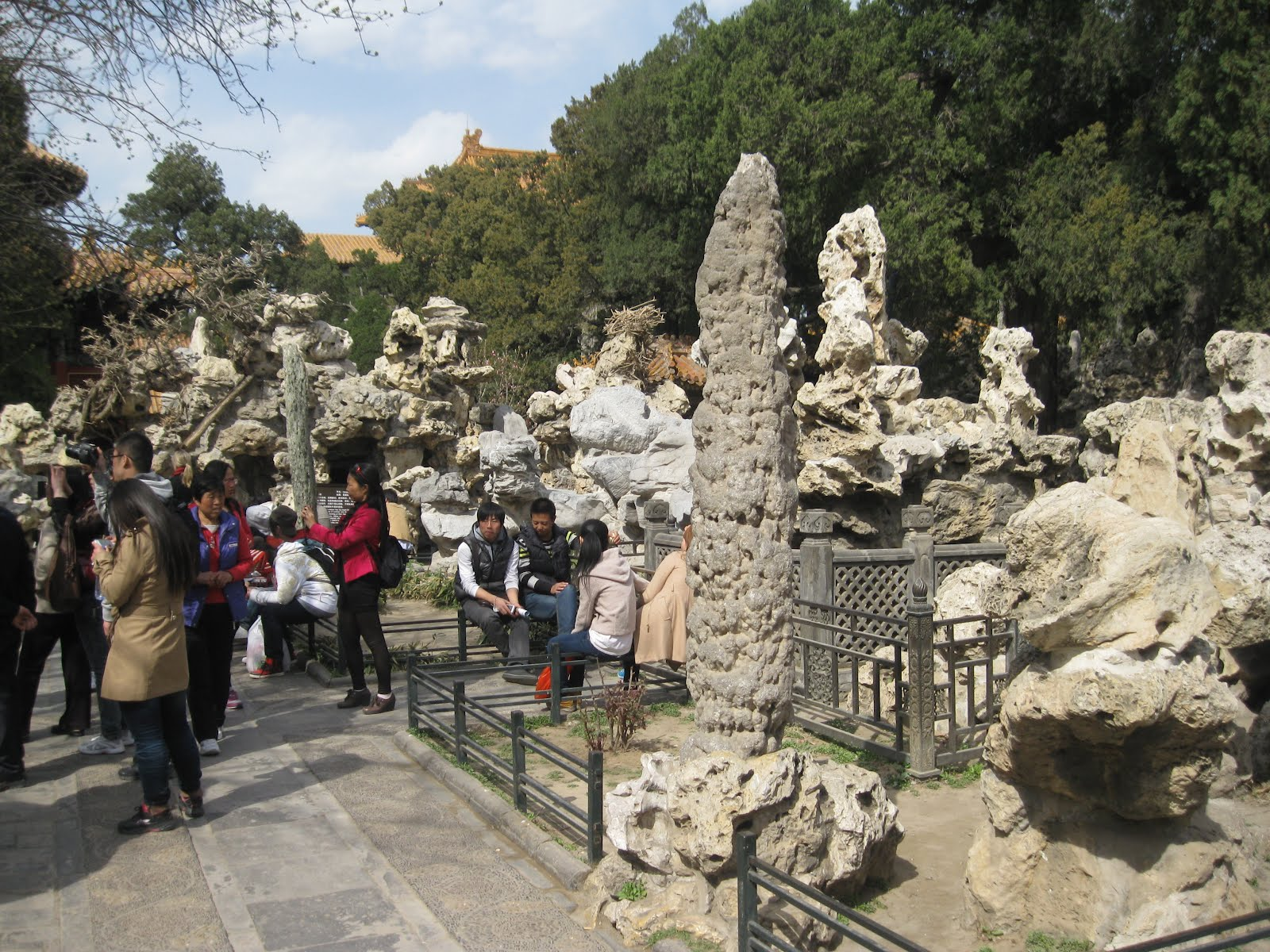
千秋亭前东侧的假山。左为千秋亭
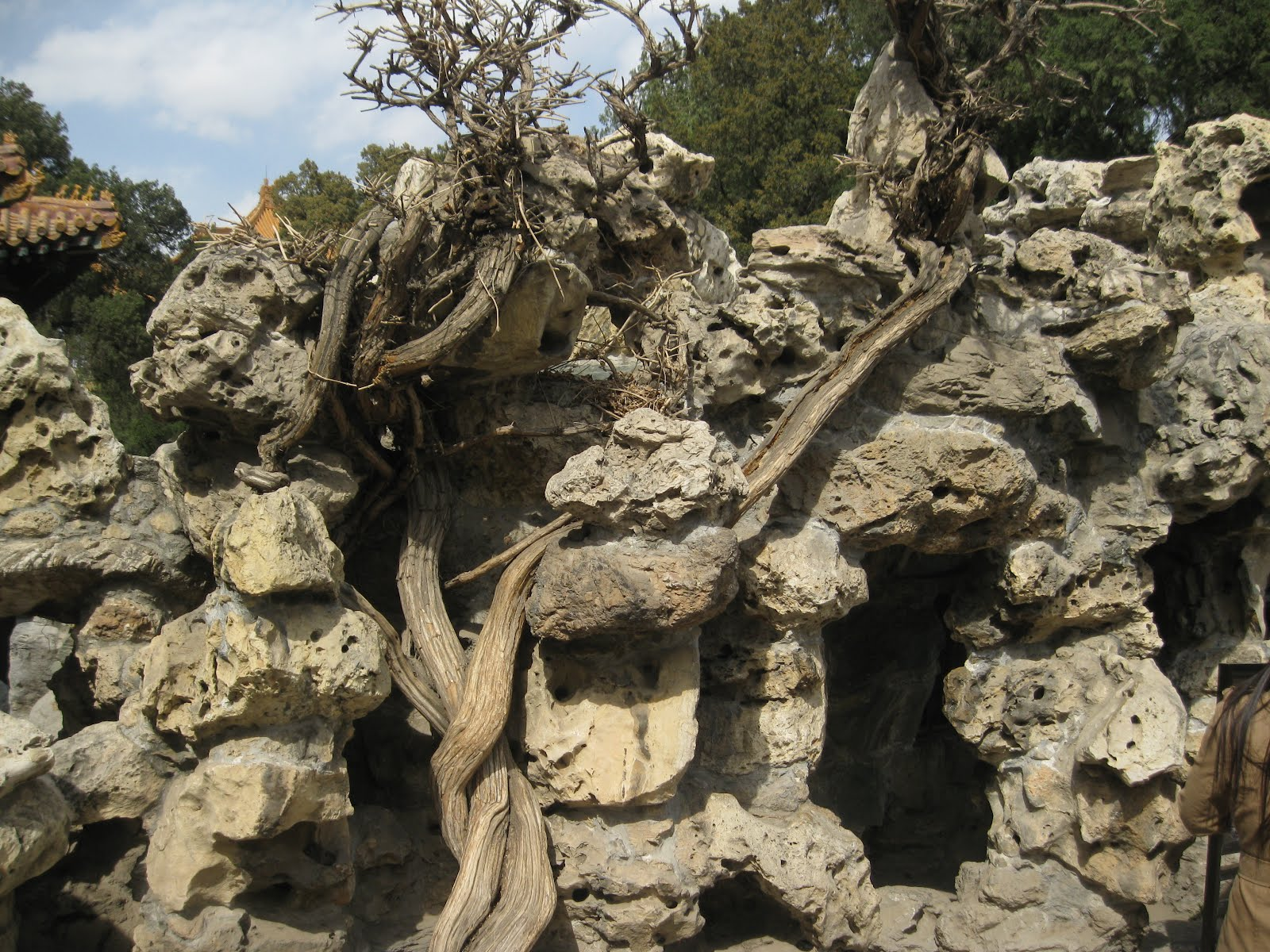
千秋亭前东侧的假山
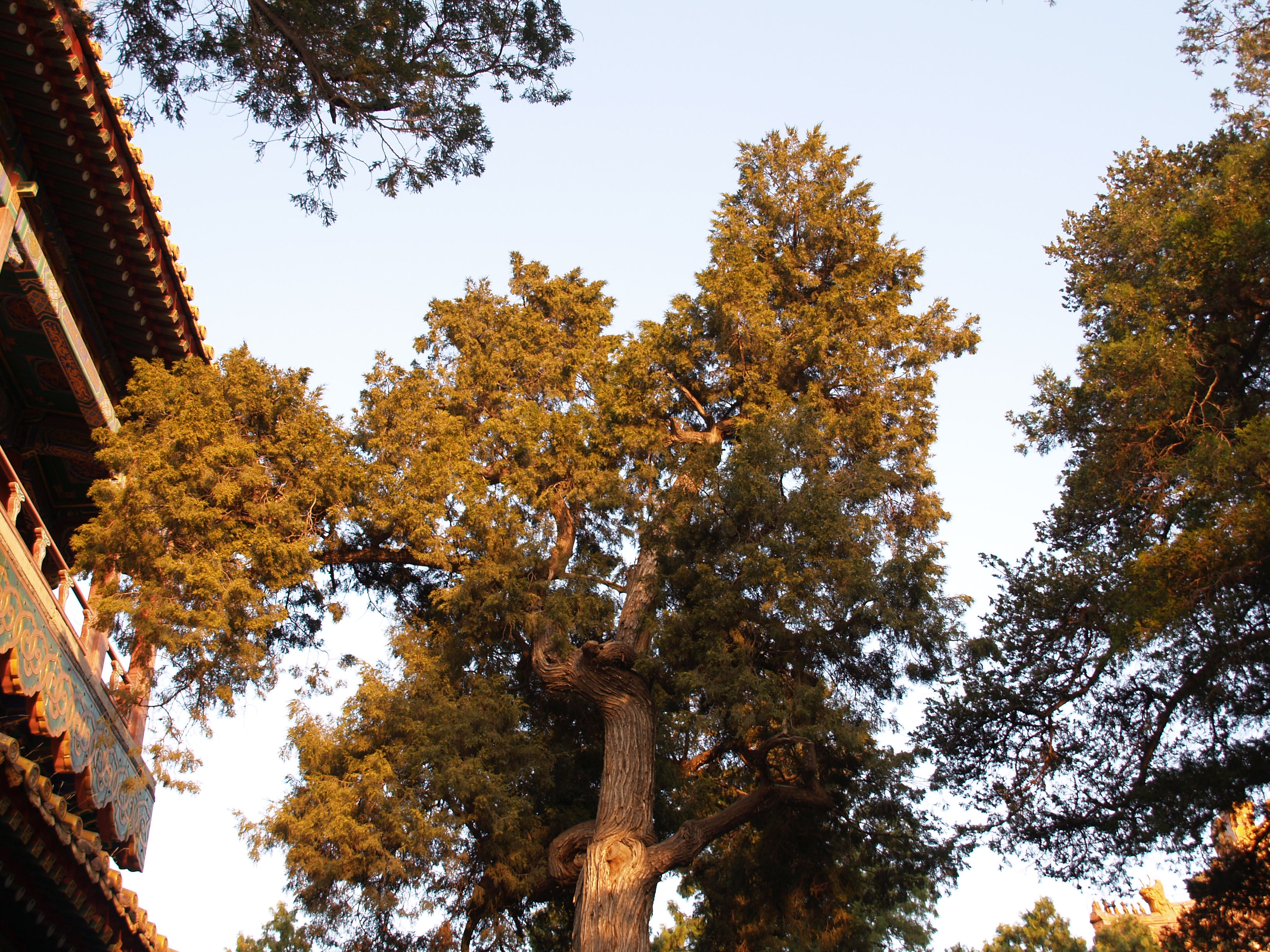
延晖阁旁的古树

## 参考文献

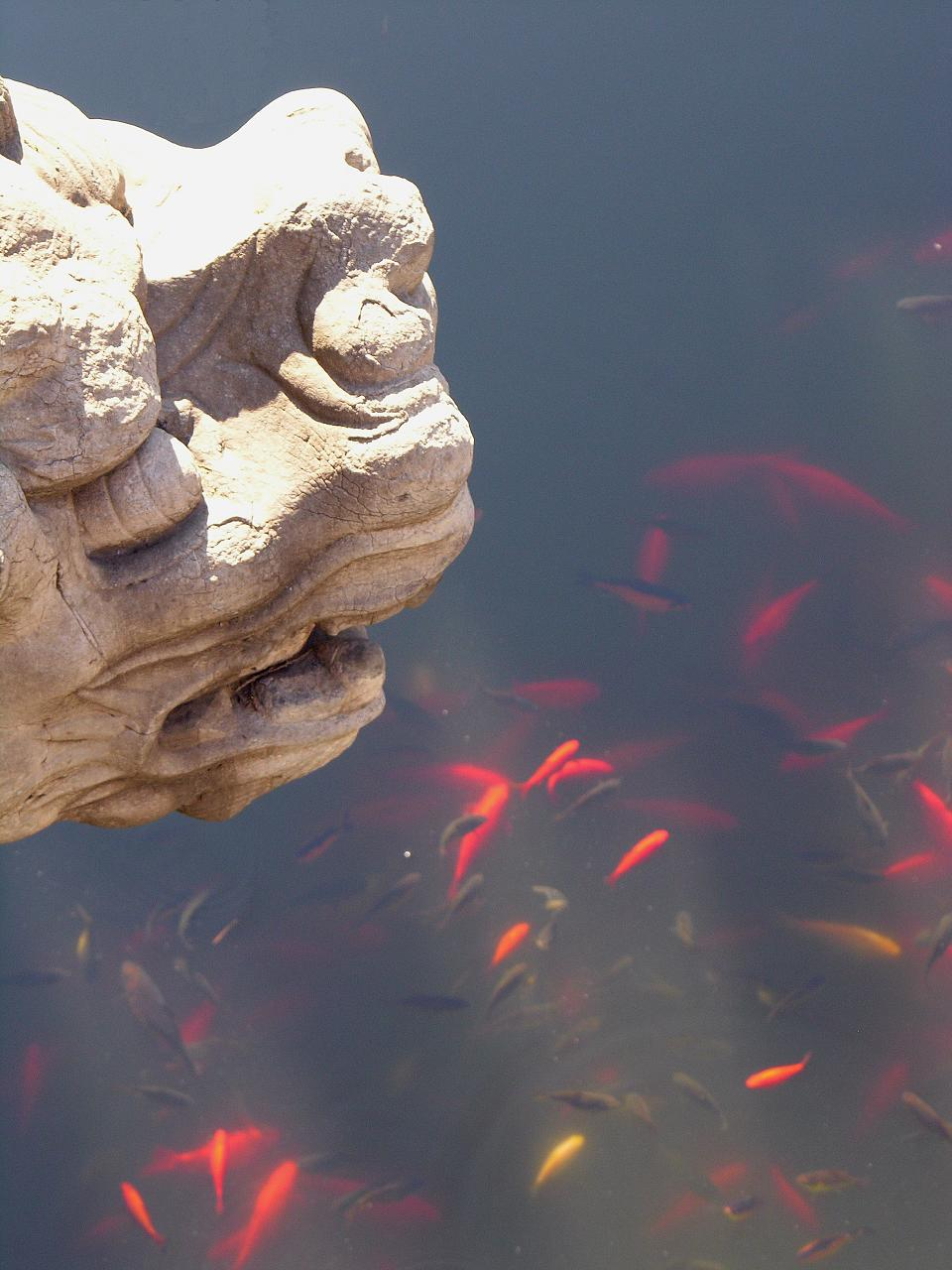
浮碧亭下水池东壁上的石蟠首出水口